# Jeux olympiques de 1920
Vous lisez un « article de qualité » labellisé en 2021.
Les Jeux olympiques de 1920, officiellement nommés Jeux de la VIIe olympiade, sont la sixième édition des Jeux olympiques modernes. Ils ont lieu à Anvers en Belgique du 23 aout au 12 septembre 1920. Le comité de candidature est créé le 9 août 1913 et comprend notamment le président du Comité olympique belge Édouard de Laveleye et le membre du Comité international olympique Henri de Baillet-Latour. Les Jeux olympiques de 1916 sont annulés en raison de la Première Guerre mondiale et, après l'armistice de 1918, ceux de 1920 sont attribués à la ville flamande le 5 avril 1919 en hommage à la souffrance et à la bravoure des Belges pendant la guerre. Les épreuves sont disputées à Anvers et dans d'autres villes du pays telles que Bruxelles et Ostende.
Vaincus et considérés comme responsables de la guerre, les empires centraux et leurs successeurs (Allemagne, Autriche, Bulgarie, Empire ottoman et Hongrie) ne sont pas invités aux Jeux. La participation atteint tout de même un record de 29 nations et 2 626 athlètes (dont 65 femmes). Ils s'affrontent dans 22 sports et 29 disciplines qui regroupent un total de 156 épreuves. Six délégations font leurs débuts aux Jeux olympiques : le Brésil, l'Estonie, Monaco, la Nouvelle-Zélande, la Tchécoslovaquie et la Yougoslavie.
En avril 1920 ont lieu les épreuves de patinage artistique et de hockey sur glace, sport présent aux Jeux olympiques pour la première fois. Ils seront intégrés aux nouveaux Jeux olympiques d'hiver à partir de 1924. Deux symboles font leur apparition lors de la cérémonie d'ouverture le 14 août : le drapeau olympique imaginé par le baron Pierre de Coubertin en 1913 et le serment olympique prêté pour la première fois par l'athlète belge Victor Boin. Le 22 août, le korfbal est disputé en tant que sport de démonstration.
Comme lors des Jeux de 1912, les nations les plus médaillées sont les États-Unis, la Suède, la Grande-Bretagne et la Finlande. La Belgique remporte trente-six médailles dont quatorze en or et termine au cinquième rang, ce qui constitue le meilleur résultat de son histoire. Le tireur américain Willis Lee est l'athlète le plus médaillé avec sept distinctions dont cinq en or alors que l'escrimeur italien Nedo Nadi remporte les cinq épreuves auxquelles il participe. Le tireur à l'arc Hubert Van Innis, Belge le plus titré de l'histoire aux Jeux olympiques, gagne six médailles dont quatre en or. Lors des épreuves d'athlétisme le Finlandais Paavo Nurmi remporte les trois premiers des neuf titres olympiques de sa carrière. La nageuse américaine Ethelda Bleibtrey (trois médailles d'or en trois épreuves) et la joueuse de tennis française Suzanne Lenglen (trois médailles dont deux d'or) dominent leur discipline respective et le nageur américain Duke Kahanamoku conserve le titre olympique du 100 mètres nage libre qu'il a obtenu en 1912. Deux Suédois établissent des records qui sont toujours d'actualité un siècle plus tard : le plongeur Nils Skoglund devient à 14 ans le plus jeune médaillé olympique dans une épreuve masculine individuelle alors que le tireur Oscar Swahn est à 72 ans le médaillé le plus âgé aux Jeux olympiques.

## Contexte

### Candidatures initiales

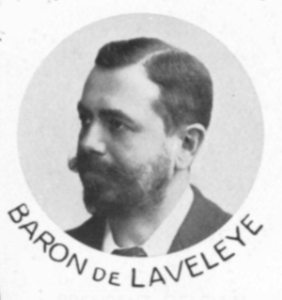
Le baron Édouard de Laveleye annonce la candidature de la Belgique au CIO puis rejoint le comité de candidature d'Anvers.

En 1912, lors de la 13e session du Comité international olympique (CIO) organisée à Bâle en Suisse, le président du Comité olympique belge Édouard de Laveleye annonce la candidature de la Belgique pour organiser les Jeux olympiques de 1920,. Lors de la session suivante organisée à Stockholm en marge des Jeux olympiques de 1912, les candidatures de Budapest, Amsterdam et Bruxelles sont enregistrées.
Le vice-président de la Fédération belge d'escrime, Charles Cnoops, qui a assisté aux Jeux de 1912, souhaite cependant que les Jeux aient lieu dans sa ville d'Anvers. Il organise une réunion au Royal Yacht Club d'Anvers le 9 août 1913 et forme un comité de candidature provisoire comprenant également Édouard de Laveleye, le comte Henri de Baillet-Latour (fils d'un ancien gouverneur de la province et membre du CIO) et Robert Osterrieth (président du Royal Yacht Club de Belgique) ainsi que 22 vice-présidents. Une déclaration de candidature est envoyée au Comité olympique belge et au CIO,. En septembre 1913, le comité de candidature et le baron Pierre de Coubertin, président du CIO, visitent le stade du Beerschot et déterminent qu'après quelques améliorations il pourra être utilisé comme stade principal des Jeux olympiques. La candidature d'Anvers est alors soutenue par l'État belge ainsi que par la ville et la province d'Anvers.
Le comité de candidature produit ensuite un dossier de 109 pages intitulé « Aurons-nous la VIIe Olympiade à Anvers en 1920 ? » mettant en avant l'héritage artistique de la ville. Il le remet au CIO lors de la 16e session organisée du 15 au 23 juin 1914 à Paris pour célébrer les vingt ans de la rénovation des Jeux olympiques. La sélection de la ville hôte est fixée à 1916 mais un vote indicatif a lieu et Budapest, la ville du membre fondateur du CIO Ferenc Kemény, a une légère avance sur Anvers,,. Les villes d'Amsterdam et Rome étaient également candidates.

### Première Guerre mondiale

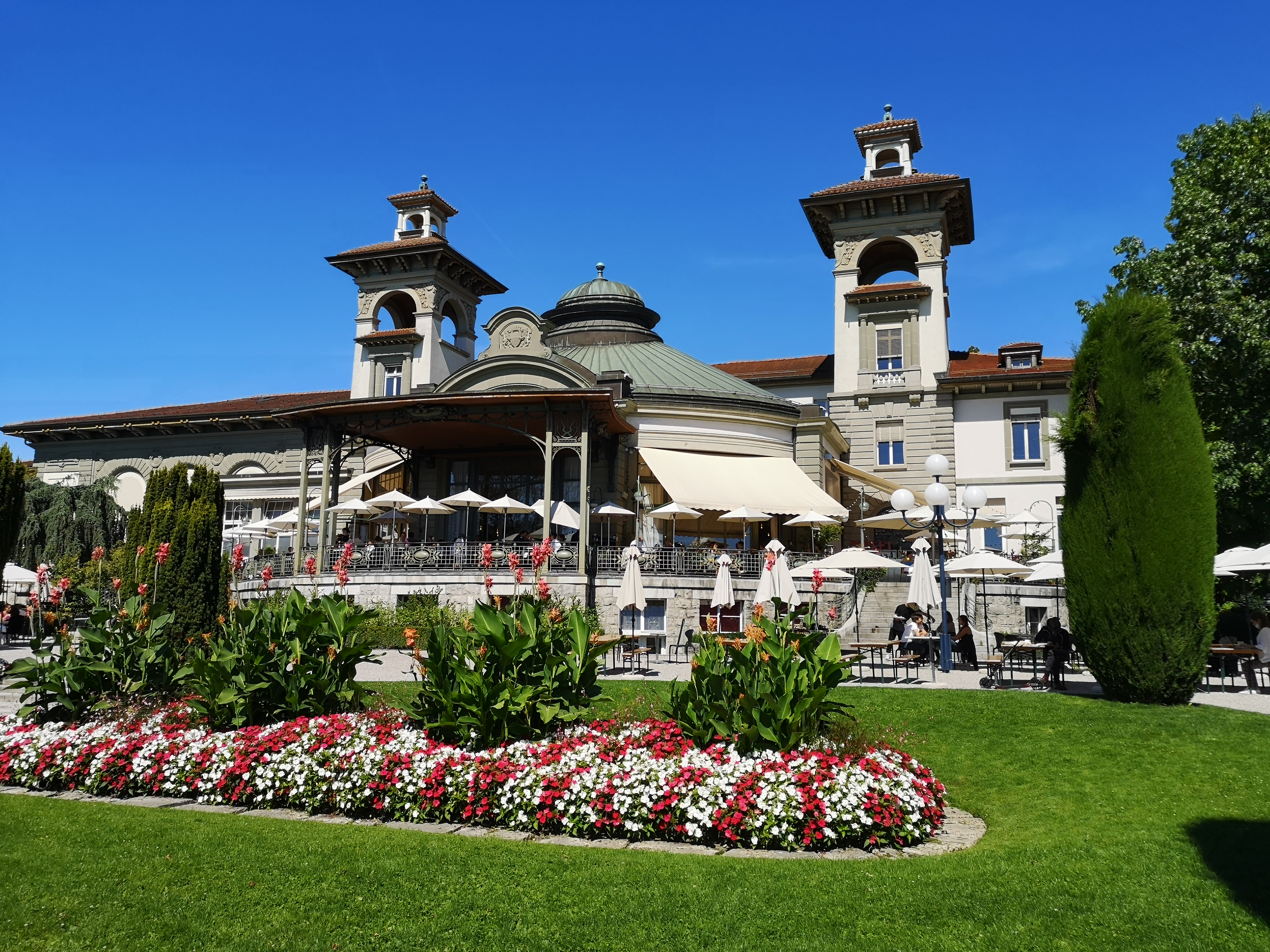
En 1915, le baron Pierre de Coubertin installe le siège du CIO au Casino de Montbenon à Lausanne en Suisse (photographie de 2020).

La Première Guerre mondiale éclate peu après la fin de la session de Paris. Les Jeux de la VIe Olympiade prévus à Berlin en 1916 sont ensuite annulés mais le calendrier n'est pas modifié : les Jeux de 1920 restent ceux de la VIIe Olympiade.
En octobre 1914, alors que Coubertin parcourt la France dans le cadre d'une mission confiée par le gouvernement français, il se rend à plusieurs reprises à Lyon. Le maire Édouard Herriot lui montre alors le stade de la ville en construction et l'informe que Lyon est intéressée à organiser les Jeux olympiques en 1920 ou en 1924. Coubertin obtient en 1915 que Lyon soit candidate pour les Jeux de 1920 mais se désiste en faveur d'Anvers si cette dernière maintient sa candidature, se reportant sur 1924,.
Confirmant l’intérêt d'Anvers pour les Jeux olympiques, le comte Henri de Baillet-Latour écrit ceci au baron de Coubertin le 23 mai 1915 :

« Certes, lorsque l'envahisseur aura été rejeté au-delà des frontières par les armées victorieuses, l'oeuvre à accomplir sera immense ; il nous faudra rebâtir nos églises, nos écoles, nos maisons et nos fermes, faire renaître le commerce et l'industrie, ramener la vie dans les usines et les charbonnages. Trouvera-t-on dans ce pays si éprouvé des ressources suffisantes pour préparer dignement une Olympiade ? J'ai tout lieu de le croire, car parmi tant de choses que cette guerre a révélées, il en est une que nul ne peut nier : c'est l'utilité des sports. […]
Les embellissements projetés autour du Stade n'auront peut-être pas pu être exécutés, mais les ruines non encore rebâties donneront au pays un cachet glorieux ; tout le long de la route de la course du Marathon, les tombes échelonnées rappelleront les héros tombés pour la Patrie, soldats morts au combat ou civils fusillés, et quand le vainqueur entrera dans le Stade, ne croira-t-on pas voir le héros antique arrivant annoncer la victoire du Droit ?
Y a-t-il un endroit plus qualifié que la ville d'Anvers régénérée pour célébrer le rétablissement de la paix du monde ? N'est-ce point à la Belgique qui fut la première à la peine, que revient l'honneur d'offrir la première hospitalité à ceux qui aspirent à ne plus voir dans l'avenir que des joutes pacifiques se disputer parmi les nations ? »

L'accord entre Lyon et Anvers est ensuite officialisé en septembre 1915 par les signatures du maire de Lyon et du Comte d'Assche. En décembre 1915, le maire de La Havane annonce à Coubertin, avec l'accord du président Mario García Menocal, son intention d'accueillir les Jeux. Les villes américaines d'Atlanta, Cleveland et Philadelphie s'intéressent également à l'organisation des Jeux olympiques de 1920,.

### Retour des Jeux olympiques

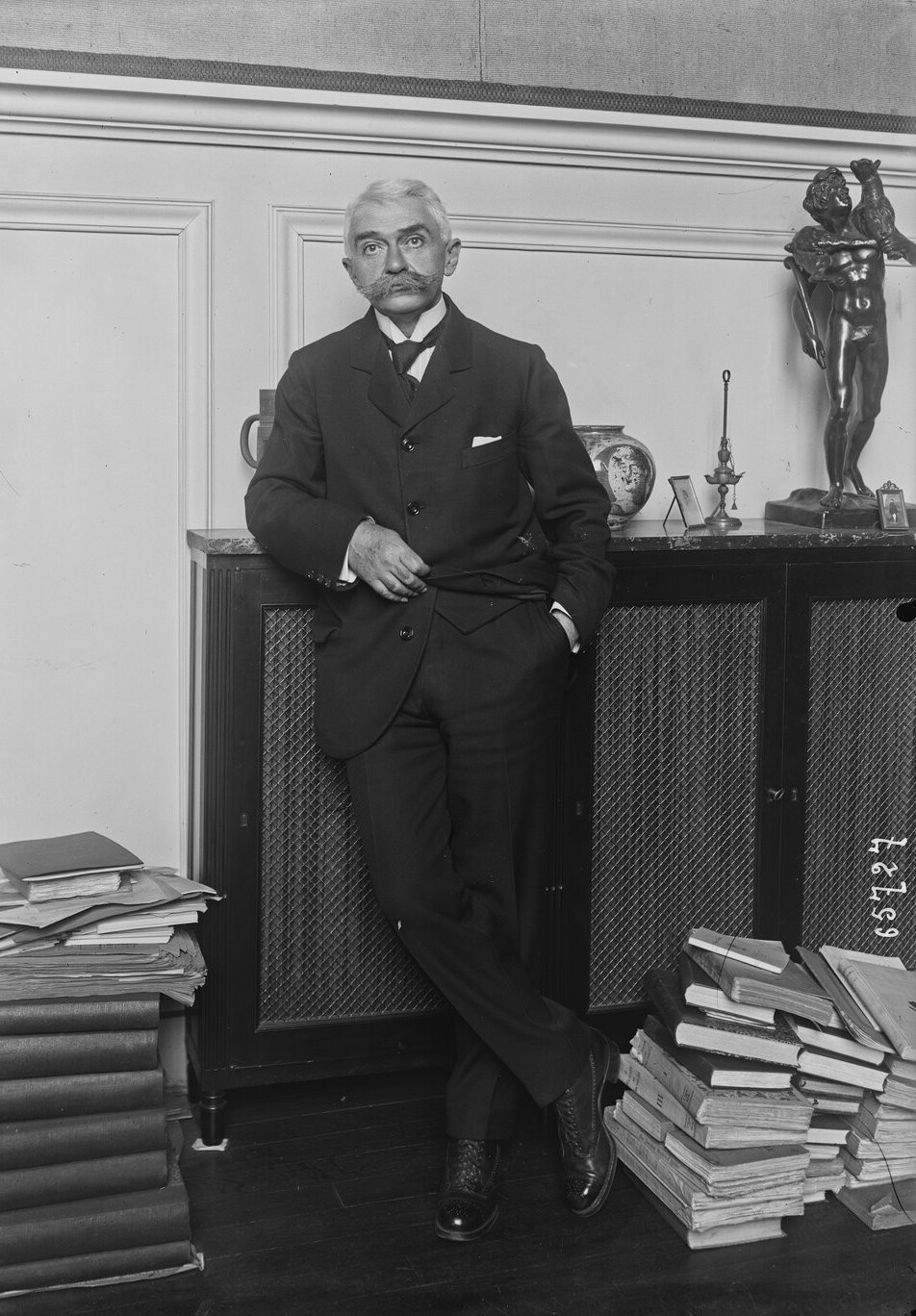
Le baron Pierre de Coubertin souhaite qu'Anvers accueille les Jeux olympiques de 1920 (photographie de 1921).

Après l'armistice de 1918, Coubertin agit pour que les Jeux reprennent rapidement et retrouvent leur rythme quadriennal,. Le baron van Tuyll van Serooskerken qui mène la candidature d'Amsterdam se retire au profit d'Anvers pour saluer le courage des Belges pendant la guerre et Budapest n'est plus prise en compte car l'Autriche-Hongrie faisait partie des Empires centraux considérés comme responsables du conflit mondial.
En hommage à la souffrance et à la bravoure des Belges pendant la guerre, Coubertin transmet au gouvernement et au roi des Belges « le vœu de pouvoir désigner Anvers comme siège des Jeux de la VIIe ou de la VIIIe Olympiade. » Les Belges sont d'abord sceptiques mais le comité provisoire promet une garantie d'un million de francs belges et, le 29 mars 1919, le Comité olympique belge annonce que la ville sera prête à accueillir les Jeux de 1920,,. Selon l'historien Paul Dietschy, les raisons qui ont mené au choix d'Anvers sont les suivantes : « La Belgique apparaît comme le pays martyr, dont la neutralité a été violée. Et puis, Anvers a résisté héroïquement aux troupes allemandes, de la fin août au début du mois d’octobre 1914. Et la ville a donc apporté sa contribution à la victoire contre l’Allemagne ».
La première session du CIO après la guerre a lieu en présence des représentants de huit pays à Lausanne, ville suisse devenue en 1915 le siège du CIO. Les trois membres français, favorables à un report des Jeux en 1921, sont absents. Le 5 avril 1919, seize mois avant la cérémonie d'ouverture, le choix de Coubertin est confirmé à l'unanimité et Anvers devient officiellement la ville hôte des Jeux de la VIIe Olympiade.

## Organisation

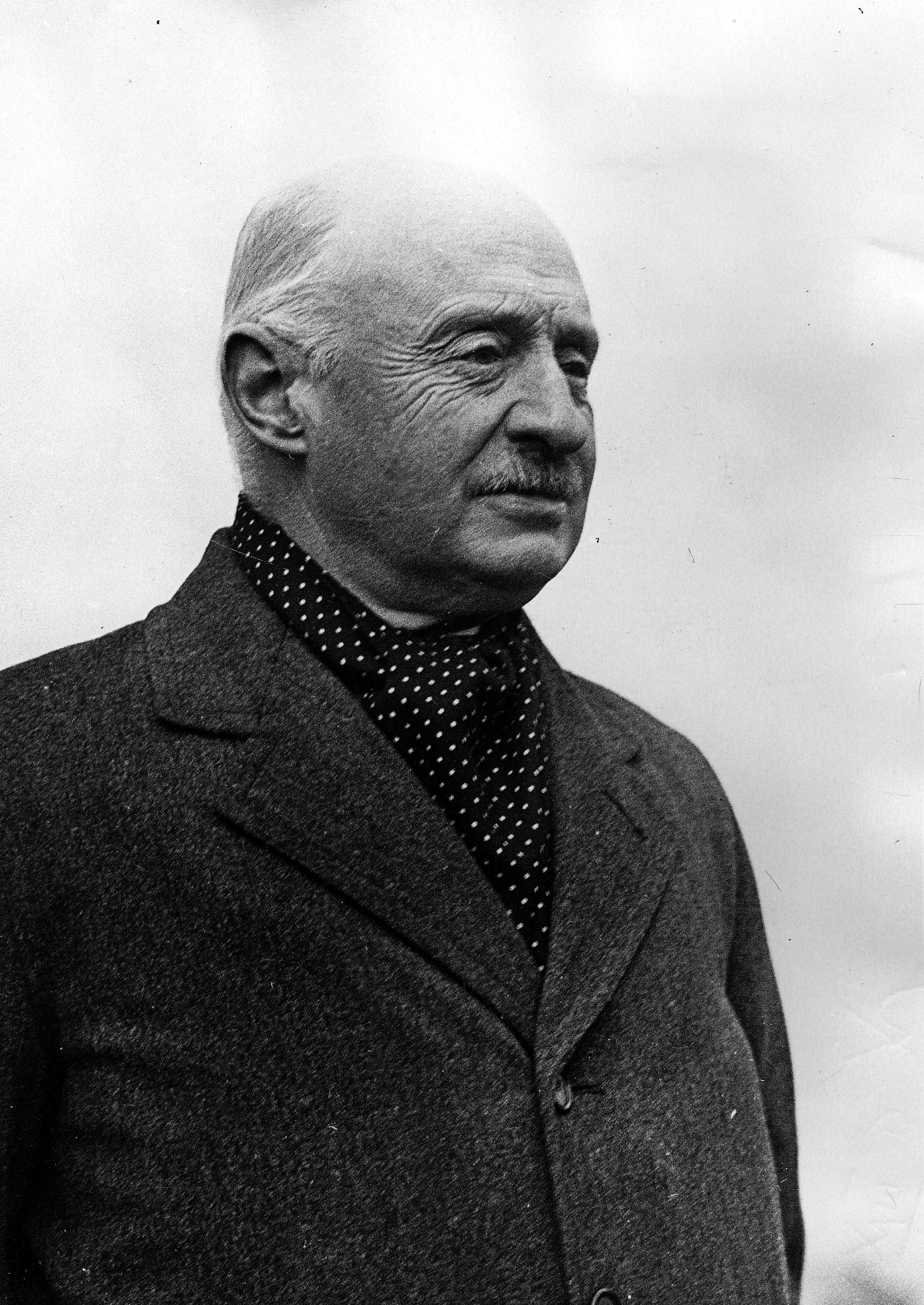
Le comte Henri de Baillet-Latour, photographié vers 1936, est le président du comité d'organisation en 1920.

### Comité d'organisation
Le Comité olympique belge organise une réunion le 17 avril 1919 et le comité d'organisation des Jeux est mis en place. Le « Comité belge des Jeux de la VIIe Olympiade » est créé sous le haut patronage du roi Albert Ier et sous la présidence d'honneur du prince Léopold. Il est présidé par le comte Henri de Baillet-Latour et ses membres d'honneur sont des politiciens et représentants de l'armée. Le comité exécutif effectue la plus grande partie du travail d'organisation. Il est mis en place avec quatre membres du Comité olympique belge et les quatre présidents du comité provisoire créé en 1913. Alfred Verdyck et Rodolphe William Seeldrayers, représentants de l'Union belge de football qui n'avait pas été consultée, estiment d'abord qu'il sera impossible de préparer un si grand événement au sortir de la guerre en seulement un an et demi. Ils acceptent finalement les postes de secrétaire général et secrétaire rapporteur de ce comité également présidé par Henri de Baillet-Latour,.
Le 24 mai 1919, les représentants des fédérations sportives belges sont convoquées à une assemblée générale et des comités techniques sont constitués pour chaque discipline sportive. Sept commissions spéciales sont ensuite mises en place : Finances, Logement, Presse, Propagande, commission Technique et du Programme, Voies et Moyens d'Accès et Fêtes et Réceptions.

### Aspects économiques
Le 9 avril 1913, la « Société de l'Exposition » est fondée avec un capital de trois millions de francs belges pour organiser une exposition universelle à Anvers. Le comité de candidature pour les Jeux olympiques est créé quatre mois plus tard et la Société promet de participer au financement des Jeux à hauteur d'un million de francs. Cet objectif devient cependant irréalisable à cause de la guerre et la société est liquidée en juin 1919. Le 16 juin 1919, le comte de Baillet-Latour informe la ville d'Anvers des difficultés financières que cela provoque pour le comité d'organisation. Le 26 juin, le « Comité des Fêtes d'Anvers » est créé dans le but de lever le million nécessaire pour les Jeux olympiques et mettre en place une exposition plus modeste que celle prévue à l'origine. Il est composé de propriétaires de navires, marchands et négociateurs de diamants et dispose d'un capital de 1,149 million. Le comité utilise cet argent à ses propres fins, ce qui prive les Jeux olympiques du million prévu, et organise des événements qui entament l'intérêt et l'argent du public avant le début effectif des Jeux,.
Le 5 juillet 1919, la « Société de la VIIe Olympiade » est créée en tant que société coopérative avec douze membres, les huit membres du comité exécutif et quatre membres du comité des finances, pour pouvoir obtenir les subventions des collectivités publiques. Les Jeux olympiques reçoivent 1,5 million de francs du gouvernement belge, 200 000 francs de la province d'Anvers, 800 000 francs de la ville d'Anvers et 10 000 francs de la ville de Bruxelles. La vente des billets d'entrée rapporte 1,144 million de francs et, au total, les recettes s'élèvent à 4,012 millions de francs.

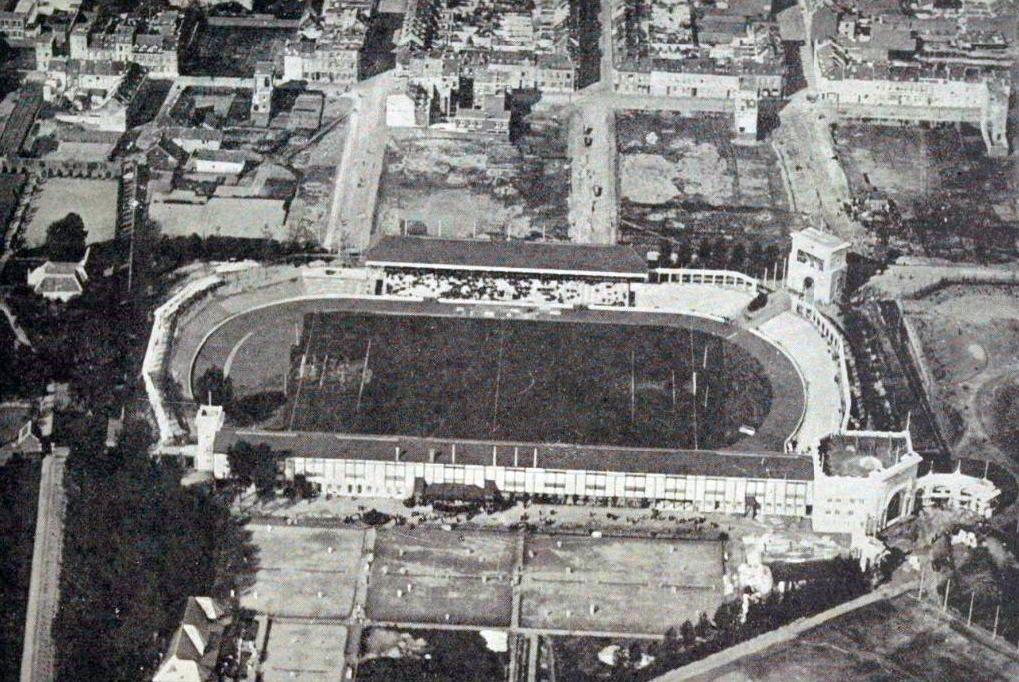
Les travaux du stade olympique représentent la principale dépense du comité d'organisation.

Les coûts des transformations du stade olympique étaient estimés par le comité d'organisation à un million de francs mais se montent finalement à 2,28 millions à cause de la forte inflation de l'après-guerre qui empêche les organisateurs d'établir des budgets réalistes pendant la préparation des Jeux,. Le stade nautique est financé quant à lui par la ville d'Anvers. Les autres dépenses importantes du comité d'organisation sont celles liées à l'administration (environ 675 000 francs), aux sports (602 000 francs), au secrétariat (228 000 francs), aux brochures (115 000 francs) et à l'organisation (180 000 francs) ainsi que les frais généraux (535 000 francs). Les dépenses s'élèvent au total à 4,638 millions ; le déficit est donc de 626 000 francs. Ce montant correspond à environ un million de dollars américains de 2003.
Un comité de liquidation est créé après les Jeux pour rembourser les créanciers ; il est composé de Baillet-Latour (Comité olympique belge), Verdyck (Union belge de football) et Havenith (Beerschot AC) et sa première réunion a lieu en juillet 1921. Le Comité national d'éducation physique et d'hygiène sociale composé des fédérations sportives belges organise des réunions sportives dont le bénéfice sert à rembourser la dette mais cela ne suffit pas. Dans le contexte difficile de l'après-guerre, les liquidateurs demandent en vain aux collectivités publiques de différer ou suspendre leur créance. Ils tentent de récupérer de l'argent auprès des délégations étrangères qui n'ont pas payé leurs frais de séjour. Ils indiquent dans leur dernier rapport du 10 mai 1923 avoir recherché toute « relique » olympique qui puisse être vendue afin de régler les petits fournisseurs et après de longues discussions la ville d'Anvers accepte de vendre ses appareils de gymnastique suédoise. L'historien du sport Roland Renson qualifie ce bilan de « débâcle financière complète ».

### Promotion

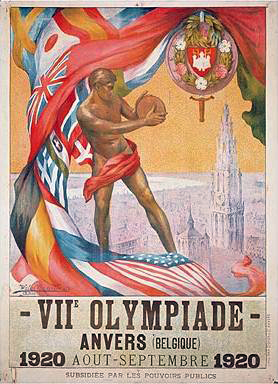
L'affiche officielle des Jeux date de 1914.

Le dessin qui figure sur la couverture du dossier de candidature remis en 1914 au CIO devient ensuite l'affiche officielle des Jeux. L'illustration de style Belle Époque a été conçue par Martha van Kuyck et dessinée par Walter Van der Ven. Un discobole se situe au premier plan devant des drapeaux tournoyants attachés les uns aux autres. Les armoiries d'Anvers se trouvent en haut à droite et la tour de la Cathédrale Notre-Dame, l'hôtel de ville et la Grand-Place en arrière-plan. L'affiche est imprimée en grand format à 90 000 exemplaires et en 17 langues pour la communication au niveau international ainsi qu'en petit format en 40 000 exemplaires avec un dessin légèrement différent uniquement pour la Belgique .
Le comité d'organisation publie deux documents en français, néerlandais et anglais : une brochure de 192 pages intitulée « La VIIe Olympiade et les fêtes d'Anvers » en 100 000 exemplaires ainsi qu'un « Programme général » de 106 pages en un million d'exemplaires. Une série philatélique spéciale et dix cartes artistiques sont également réalisées. Cependant le comité de propagande « ne pouvait faire procéder à un affichage mural ou à de la publicité payante dans les journaux ».

### Ventes des billets
Le comité d'organisation comptabilise un total de 349 689 spectateurs. Ce nombre comprend 219 689 entrées payantes, 30 000 entrées gratuites pour le football et 15 000 cartes gratuites de trois jours ainsi que 30 000 entrées pour les athlètes, 30 000 pour les invités et 15 000 pour les militaires. Les sports comptant le plus d'entrées payantes sont le football (63 612), l'athlétisme (28 665), la natation (24 549) et la gymnastique (16 795),.

### Programme

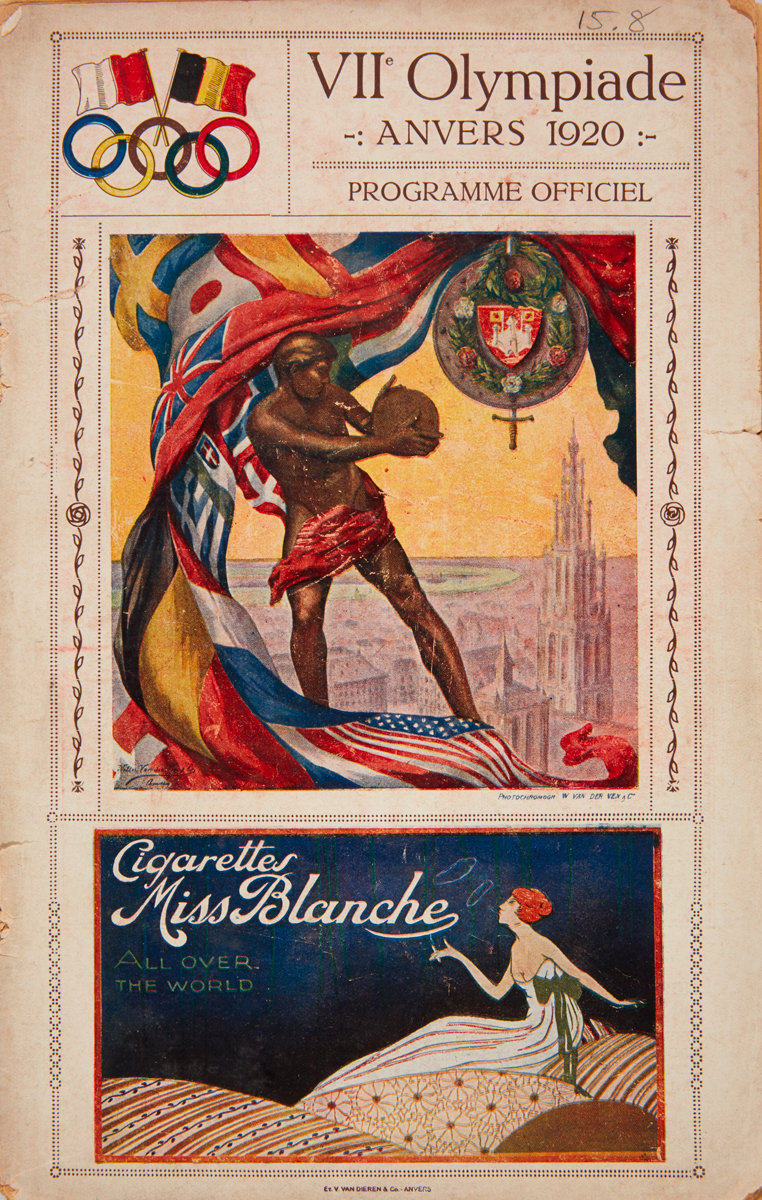
La page de couverture du programme reprend l'illustration de l'affiche des Jeux.

Le programme des compétitions et les conditions de participation étaient décidés par le comité d'organisation des Jeux jusqu'en 1912, ce qui causait des incompréhensions, un avantage injuste pour les athlètes locaux et des contestations. La mise en place de règles universelles fait donc partie des sujets discutés lors du congrès olympique organisé en juin 1914 à Paris. Les discussions sont basées sur les suggestions du Comité olympique allemand pour le programme des Jeux olympiques de 1916 prévus à Berlin. Les résolutions de Paris, publiées par le CIO en 1919 après la guerre, contiennent la liste des disciplines retenues :
- Disciplines obligatoires
  - Disciplines athlétiques (course, cross-country, marche, saut, lancer, tir à la corde, pentathlon, décathlon)
  - Cyclisme
  - Disciplines gymniques (gymnastique, gymnastique en groupe, haltérophilie)
  - Disciplines de défense (escrime, boxe, lutte, tir)
  - Équitation
  - Sports aquatiques (aviron, natation, voile)
  - Pentathlon moderne
  - Jeux (football, tennis)
- Disciplines optionnelles
  - Rugby, hockey sur gazon, hockey sur glace, tir à l'arc, polo, golf, patinage artistique, ski

Le comité d'organisation des Jeux de 1920 met au programme toutes ces disciplines à l'exception du ski mais le tournoi de golf prévu au Royal Golf Club de Kapellen n'a finalement pas lieu. Vingt-deux sports, 29 disciplines et 156 épreuves composent donc le programme des Jeux olympiques de 1920. Cela représente une forte augmentation par rapport au programme restreint de 14 sports et 102 épreuves disputés en 1912,,. Deux sports d'hiver sont disputés en 1920 : le patinage artistique déjà présent en 1908 et le hockey sur glace qui apparaît pour la première fois. Ces deux sports intègreront les Jeux d'hiver à partir de leur première édition en 1924. Le tir à l'arc est disputé pour la dernière fois avant son retour en 1972 et le tir à la corde fait partie du programme olympique pour la dernière fois.
Le korfbal est disputé en tant que sport de démonstration. Ce sport proche du basket-ball sera présent avec le même statut aux Jeux olympiques d'été de 1928 à Amsterdam. Pour la deuxième fois après 1912, des compétitions artistiques sont organisées en plus du programme sportif.
Les premières épreuves disputées sont celles des sports d'hiver, du 23 au 29 avril. La voile, le polo, le tir suivent en juillet puis le tir à l'arc et le cyclisme au début du mois d'août. La plupart des compétitions ont lieu pendant deux semaines entre la cérémonie d'ouverture organisée le 14 août et la cérémonie de remise des médailles du 30 août. Les derniers matchs de football, le tournoi de hockey sur gazon ainsi que les épreuves d'équitation et de rugby ont ensuite lieu au début du mois de septembre. Les Jeux sont clos le 12 septembre à la fin des compétitions équestres. Les 22 sports et 29 disciplines du programme olympique sont indiqués ici avec le nombre d'épreuves disputées, :
| - Athlétisme (29) - Aviron (5) - Boxe (8) - Cyclisme - Cyclisme sur piste (4) - Cyclisme sur route (2) - Équitation - Concours complet (2) - Dressage (1) - Saut d'obstacles (2) - Voltige (2) - Escrime (6) | - Football (1) - Gymnastique - Gymnastique artistique (4) - Haltérophilie (5) - Hockey sur gazon (1) - Hockey sur glace (1) - Lutte - Lutte gréco-romaine (5) - Lutte libre (5) - Patinage artistique (3) - Pentathlon moderne (1) | - Polo (1) - Rugby à XV (1) - Sports aquatiques - Plongeon (5) - Natation (10) - Water-polo (1) - Tennis (5) - Tir (21) - Tir à l'arc (10) - Tir à la corde (1) - Voile (14) |

### Participants

#### Sportifs
Selon les chiffres du CIO, 2 626 athlètes dont 65 femmes participent aux Jeux d'Anvers alors qu'ils étaient 2 407 dont 48 femmes aux Jeux de 1912 à Stockholm,. Les femmes sont présentes en tennis, sport pratiqué par les hommes et les femmes de l'aristocratie, ainsi qu'en natation, plongeon et patinage artistique qui sont compatibles avec l'image traditionnelle de la femme gracieuse. Les épreuves de voile sont également ouvertes aux femmes et une Britannique y participe.

#### Délégations

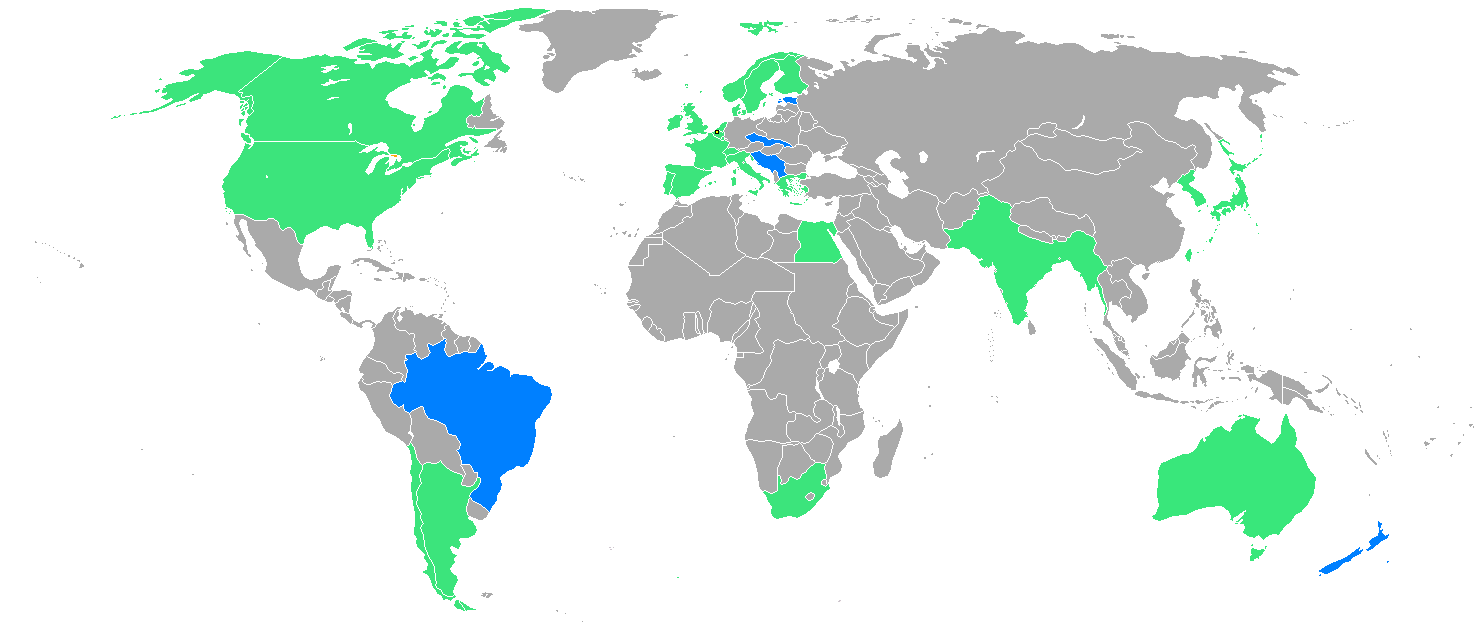
Pays participants en 1920.
Pays participant pour la première fois.
Pays ayant déjà participé.

La participation des athlètes issus des Empires centraux (Empire allemand, Autriche-Hongrie, royaume de Bulgarie et Empire ottoman), vaincus à l'issue de la Première Guerre mondiale dont ils sont considérés comme responsables, représente un dilemme pour le CIO comme l'écrit Pierre de Coubertin dans ses Mémoires :

« Quelques mois à peine s'étaient écoulés depuis que le dernier soldat allemand avait évacué la Belgique et que, sur le front de guerre, le dernier coup de canon avait retenti. Le bon sens indiquait que des équipes allemandes ne pouvaient, sans imprudence, prétendre à se montrer dans le stade olympique avant 1924. D'autre part, proclamer solennellement un ostracisme quelconque, fût-ce au lendemain du conflit qui venait d’ensanglanter l’Europe, constituerait une déchirure dans cette constitution olympique jusque-là si résistante ; et il en pourrait résulter un précédent dangereux. »

Selon une décision prise lors de la session de 1919, seules les nations représentées par un membre au CIO sont admises aux Jeux mais les organisateurs peuvent également inviter des nations non-européennes qui n'ont pas de membre. Les représentants de l'Allemagne et ses alliés au CIO étant considérés comme suspendus, ces pays ne sont pas invités aux Jeux sans en être exclus explicitement.
Trente-et-une nations acceptent l'invitation du Comité olympique belge mais la Pologne et la Roumanie sont finalement empêchées. Vingt-neuf délégations prennent donc part aux Jeux d'Anvers, soit une de plus qu'en 1912. Le Brésil, l'Estonie, la Nouvelle-Zélande, la Tchécoslovaquie, Monaco et la Yougoslavie participent pour la première fois aux Jeux olympiques. Les quatre premières délégations citées remportent également leur première médaille.
Les 29 pays participants sont les suivants (le nombre indiqué entre parenthèses correspond au nombre d'athlètes engagés connus pour chaque délégation selon l'historien Bill Mallon, qui recense 2 664 participants dont 77 femmes) :
| - Afrique du Sud (39) - Argentine (1) - Australie (13) - Belgique (330) - Brésil (16) - Canada (52) - Chili (2) - Danemark (155) - Espagne (57) - Égypte (18) | - Estonie (14) - États-Unis (287) - Finlande (63) - France (303) - Grande-Bretagne (234) - Grèce (48) - Inde britannique (6) - Italie (172) - Japon (15) - Luxembourg (26) | - Monaco (4) - Norvège (193) - Nouvelle-Zélande (4) - Pays-Bas (130) - Portugal (13) - Suède (258) - Suisse (77) - Tchécoslovaquie (119) - Yougoslavie (15) |

### Logements
La commission du logement installe les membres des comités nationaux des pays participants dans des hôtels ou chez des particuliers. La plupart des athlètes sont logés dans les écoles de la ville d'Anvers mais les tireurs sont hébergés au camp de Beverloo dans le quartiers des officiers et les rameurs dans des hôtels de Bruxelles.
Certains participants sont satisfaits des conditions de logement alors que d'autres s'en plaignent. L'athlète britannique Philip John Baker estime que les conditions de logement et la nourriture sont « très bonnes » et le personnel belge « gentil et de bonne volonté ». Les hommes américains, qui à l'exception des membres de l'US Navy ont voyagé dans des conditions primitives à bord du navire militaire Princess Matoika, se plaignent du manque d'intimité, de l'absence d'eau chaude, de la dureté des lits et du petit-déjeuner insuffisant dans l'école où ils sont logés. Trois athlètes du lancer du poids et du marteau sont autorisés à dormir à l'hôtel et le spécialiste du triple saut Dan Ahearn les accompagne sans permission. Il est suspendu de l'équipe nationale mais environ deux cents athlètes américains signent une pétition en sa faveur et il est finalement réintégré. De leur côté les Américaines ont bénéficié des meilleures cabines du bateau pendant les deux semaines du voyage et dorment pendant les Jeux dans la maison d'hôtes de la Young Women's Christian Association,.

### Prix et diplômes
Les médailles des Jeux olympiques de 1920 sont créées par le graveur et sculpteur belge Josué Dupon. Elles représentent sur l'avers un athlète nu tenant dans la main gauche une palme et une couronne de laurier ; derrière lui, la figure de la renommée joue de la trompette au-dessus d'une frise à motif grec et de l'inscription « VII OLYMPIADE ». Sur le revers figurent la statue de Silvius Brabo située sur la Grand-Place d'Anvers avec à l'arrière-plan la cathédrale et le port d'Anvers. L'inscription « ANVERS MCMXX » se trouve dans la partie supérieure,. Les médailles ont un diamètre de 59 millimètres, une épaisseur de 4,4 millimètres et un poids de 79 grammes. Après les médailles en or massif distribuées aux vainqueurs de 1904 à 1912, c'est la première fois que les vainqueurs reçoivent une médaille en vermeil. Les médailles sont frappées à Bruxelles en 1 250 exemplaires : 450 en vermeil, 400 en argent et 400 en bronze. Elles sont remises en plusieurs fois, notamment lors d'une cérémonie le 30 août où le roi Albert Ier, le prince Léopold et le prince Charles attribuent respectivement les médailles d'or, d'argent et de bronze.

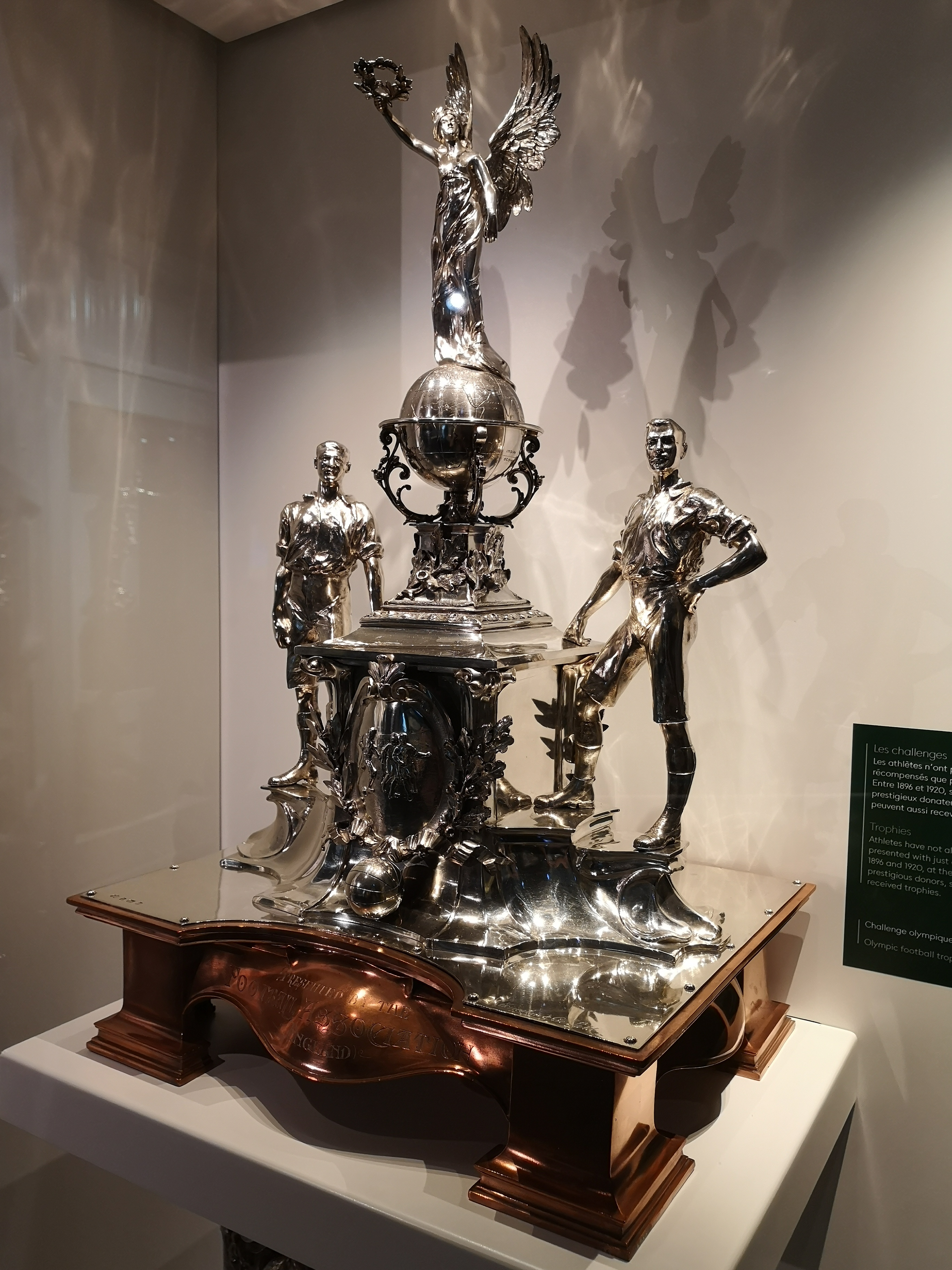
Le Challenge olympique pour le football, offert par la Fédération anglaise de football, est attribué à l'équipe belge en 1920.

Un diplôme produit à 1 350 exemplaires est distribué aux médaillés ainsi qu'à d'autres athlètes méritants. L'illustration, dessinée à la sanguine par l'artiste belge Henri Privat-Livemont, représente le couronnement d'un athlète aux Jeux olympiques avec dans le fond la ville d'Anvers,.
En plus des médailles, les vainqueurs des épreuves individuelles, des doubles de tennis et les barreurs des voiliers terminant au premier rang reçoivent une statuette de bronze de 28 centimètres de hauteur nommée « L'athlète victorieux ». Cette œuvre de l'artiste belge Léandre Grandmoulin a été produite à 125 exemplaires et son moule a ensuite été brisé pour éviter les imitations,
Une médaille commémorative en bronze produite à 6 000 exemplaires est distribuée à tous les participants, aux membres des comités et aux personnes ayant participé à l'organisation des Jeux. Créée par l'artiste belge Pierre Theunis, elle représente sur l'avers un char de course antique victorieux et sur le revers la déesse Niké couronnant les vainqueurs des Jeux olympiques,.
Comme en 1908 et en 1912, certains vainqueurs reçoivent également un Challenge olympique. Il s'agit d'un prix offert par une personnalité ou une association, à rendre au CIO avant les Jeux olympiques suivants pour qu'il puisse être remis au prochain vainqueur. Cependant les Challenges olympiques ne sont plus distribués aux athlètes après les Jeux de 1920, notamment car ils ont une grande valeur et risquent d'être endommagés ou perdus pendant l'envoi au siège du CIO à Lausanne ou à la ville hôte des Jeux suivants.

## Sites
| \| Anvers Camp de Beverloo Ostende Canal de Willebroeck Stade Joseph Marien Stade Jules Otten \| Situation des sites en Belgique. |
| Anvers Camp de Beverloo Ostende Canal de Willebroeck Stade Joseph Marien Stade Jules Otten                                        |

| \| Stade olympique d'Anvers Stade nautique d'Anvers Parc des Rossignols Zoo d'Anvers Palais de glace d'Anvers Stadion Broodstraat Vélodrome du Garden City Hoogboom \| Situation des sites à Anvers. |
| Stade olympique d'Anvers Stade nautique d'Anvers Parc des Rossignols Zoo d'Anvers Palais de glace d'Anvers Stadion Broodstraat Vélodrome du Garden City Hoogboom                                     |

Le stade existant du Beerschot Athletic Club est aménagé pour devenir le site principal des Jeux olympiques avec une capacité de 35 000 places. Les travaux sont planifiés par les architectes anversois Fernand de Montigny et Louis Somers et réalisés par l'entreprise britannique Humphreys & Co. La piste en cendrée est installée par le spécialiste britannique Charles Perry comme celle du stade olympique de Stockholm huit ans plus tôt,. La première pierre est posée par le bourgmestre Jan-Baptist De Vos le 4 juillet 1919 et les travaux sont terminés en mai 1920. Le stade olympique accueille la cérémonie d'ouverture, les épreuves d'athlétisme, de gymnastique, de rugby, de hockey sur gazon, de tir à la corde et d'haltérophilie et une partie des compétitions d'équitation et de football,. Le tournoi de tennis a lieu sur les terrains de la section tennis du Beerschot Athletic Club. Les tournois d'escrime sont prévus en plein air à côté du stade mais sont pour la plupart déplacés sur les pistes en linoléum du hall des Floralies dans le parc de Middelheim à cause du mauvais temps.
Un stade nautique est aménagé avec un bassin de 100 mètres situé dans les douves des anciennes fortifications de la ville pour la natation, le plongeon et le water-polo. Les épreuves de patinage artistique et de hockey sur glace ont lieu au Palais de glace d'Anvers, bâtiment construit en 1910 pour le patin à roulettes et transformé en patinoire en 1919. Les concours de boxe et de lutte sont organisés près de la gare centrale dans la salle des fêtes de la Société royale de zoologie. Ceux de tir à l'arc ont lieu au parc des Rossignols (Nachtegalenpark). Le cyclisme sur piste est disputé au vélodrome du Garden City et le cyclisme sur route dans la région d'Anvers. Situé proximité de la ville, le Country Club de Hoogboom près de Kapellen accueille certaines épreuves d'équitation et le tir aux pigeons d'argile.
Les épreuves restantes ont lieu dans d'autres régions de Belgique. C'est la première fois que les Jeux olympiques s'étendent sur une si grande surface. La majorité des compétitions de tir sont disputées au camp militaire de Beverloo, à 75 kilomètres à l'est d'Anvers, mis à disposition par le ministre de la Défense nationale. Le canal prévu en 1913 n'ayant pas pu être réalisé à Anvers, les courses d'aviron ont lieu dans le canal de Willebroeck à Bruxelles,. Le polo est disputé à l'hippodrome d'Ostende à 100 kilomètres à l'ouest d'Anvers et la voile dans la mer du Nord au large d'Ostende à l'exception des deux dernières courses de la classe du dériveur 12 pieds organisées sur le Buiten-IJ près d'Amsterdam aux Pays-Bas,. Les matchs de football sont répartis entre le stade olympique d'Anvers, le Stadion Broodstraat à Anvers, le stade Joseph Marien à Bruxelles et le stade Jules Otten à Gand. Cette décentralisation est impopulaire auprès des Anversois, qui auraient voulu que tous les matchs de football aient lieu dans leur ville.

## Déroulement

### Cérémonie d'ouverture

#### Ouverture des Jeux

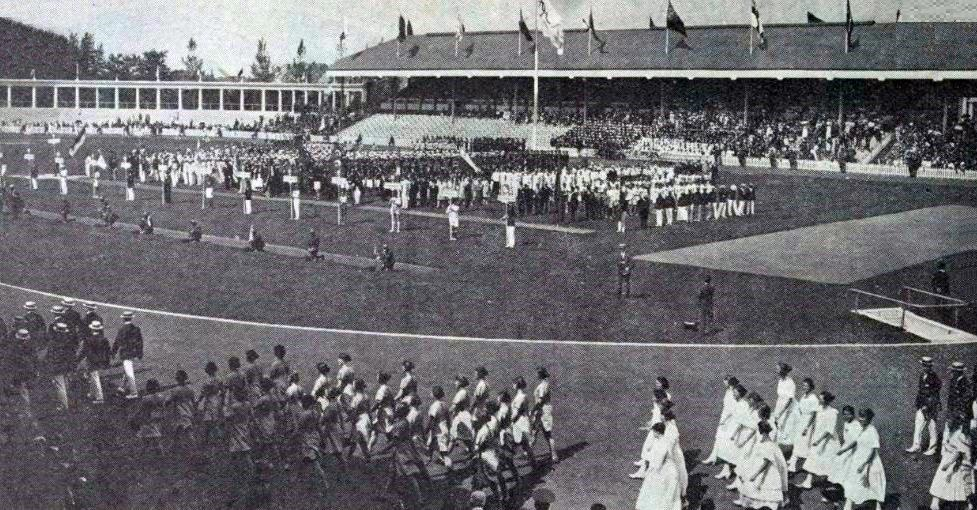
Cérémonie d'ouverture des Jeux olympiques d'Anvers.

Le matin du 14 août 1920, une cérémonie religieuse présidée par le cardinal Mercier est célébrée en la cathédrale Notre-Dame d'Anvers en présence d'athlètes, des membres du comité d'organisation, des autorités olympiques et politiques et des délégués militaires de pays alliés ou neutres. Elle comprend un De profundis en hommage aux athlètes morts pendant la guerre, un Te Deum en l'honneur des Alliés et une homélie prononcée en français par le cardinal.
Vers 14 h 30, le roi des Belges Albert Ier et sa famille sont accueillis au stade olympique par le comte Henri de Baillet-Latour et le baron Pierre de Coubertin. Le stade est loin d'être plein. L'hymne national belge, La Brabançonne, est joué par un orchestre puis chanté par un chœur suédois. Un coup de canon donne ensuite le signal pour la parade des nations qui défilent, derrière leur porte-drapeau, selon l'ordre alphabétique en français. La Belgique ferme la marche,.
Henri de Baillet-Latour s'adresse ensuite au roi Albert Ier : « Des quatre coins du monde, répondant à notre invitation, les athlètes se sont assemblés à Anvers pour fêter avec nous le retour de la Paix. Puissent ces joutes se disputer d'une façon courtoise et loyale, puisse le meilleur emporter la victoire ! C'est le vœu que je forme. Daignez, Votre Majesté, déclarer ouverts les Jeux Olympiques d'Anvers ».

#### Apparition du drapeau olympique

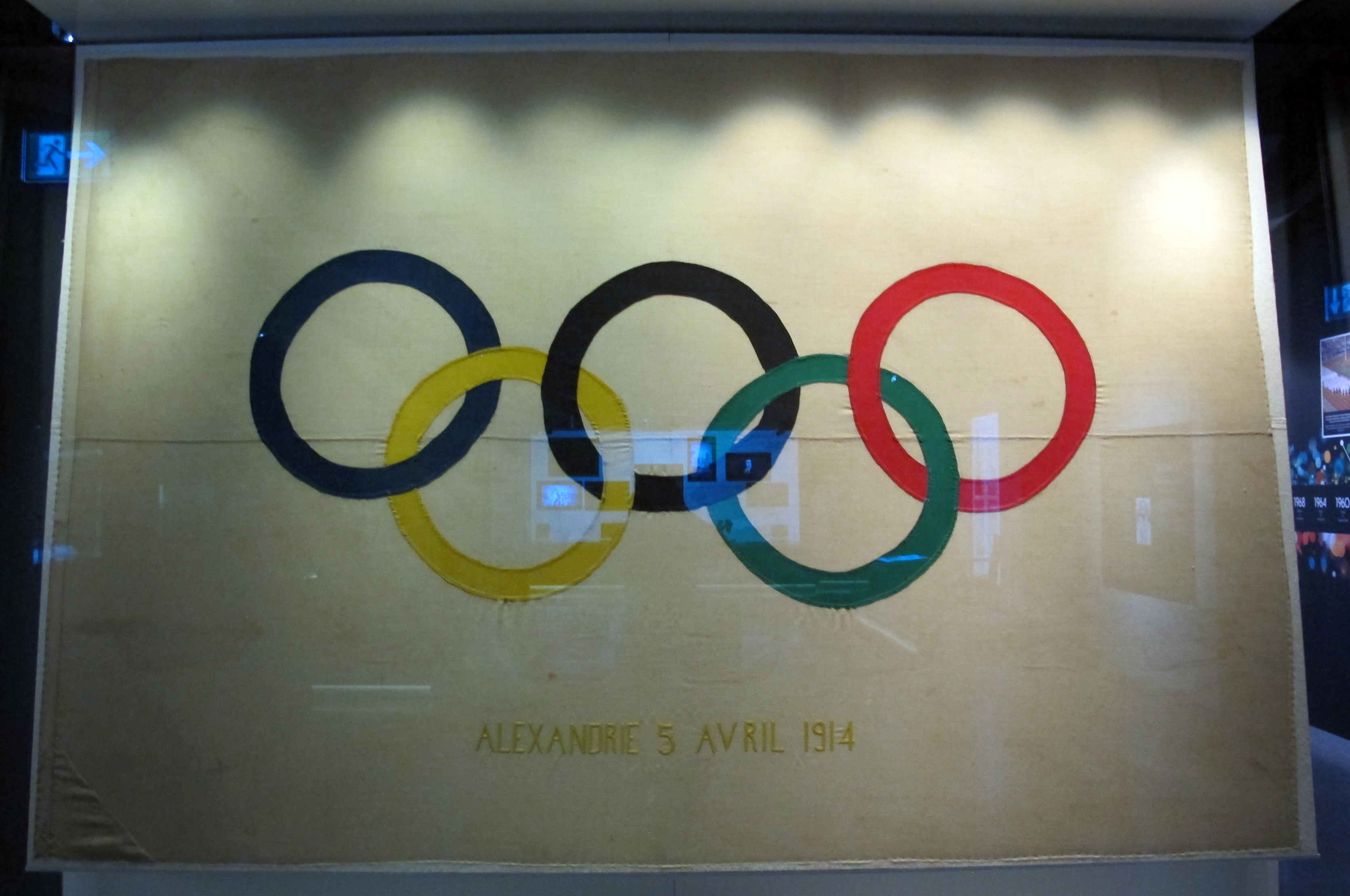
Le premier drapeau olympique apparu en public à Alexandrie le 5 avril 1914.

Après l'ouverture des Jeux déclarée par le roi, le drapeau olympique est hissé à un mat au son de trompettes thébaines. Les anneaux olympiques, qui représentent les cinq parties du monde, ont été dessinés par Pierre de Coubertin en 1913. Le drapeau olympique a flotté pour la première fois à Alexandrie à l'occasion des Jeux pan-égyptiens le 5 avril 1914 puis a été adopté officiellement par le CIO lors du congrès de Paris en juin 1914. Après l'annulation des Jeux de 1916, le drapeau est hissé pour la première fois dans un stade olympique en 1920. Des centaines d'exemplaires du drapeau décorent également la ville d'Anvers et les sites des compétitions,.
Le « drapeau d'Anvers », peut-être remplacé au fil du temps, est ensuite transmis tous les quatre ans à la ville hôte suivante jusqu'à ce que les organisateurs des Jeux olympiques d'été de 1988 le remplacent en 1985 par le « drapeau de Séoul »,. Un des autres drapeaux olympiques présents dans le stade est volé à la fin des Jeux ; il n'est retrouvé qu'en 1997 lorsque le plongeur américain Hal Haig Prieste, médaillé de bronze en 1920, annonce l'avoir volé à la suite d'un défi lancé par le nageur Duke Kahanamoku. Ce drapeau est remis au président du CIO Juan Antonio Samaranch avant l'ouverture des Jeux olympiques d'été de 2000,.
Pendant que le drapeau olympique est hissé, des colombes parées aux couleurs des nations participantes sont lâchées en signe de paix par des soldats représentant chaque délégation étrangère. C'est également la première fois que le lâcher de colombes fait partie de la cérémonie d'ouverture,,.

#### Premier serment olympique

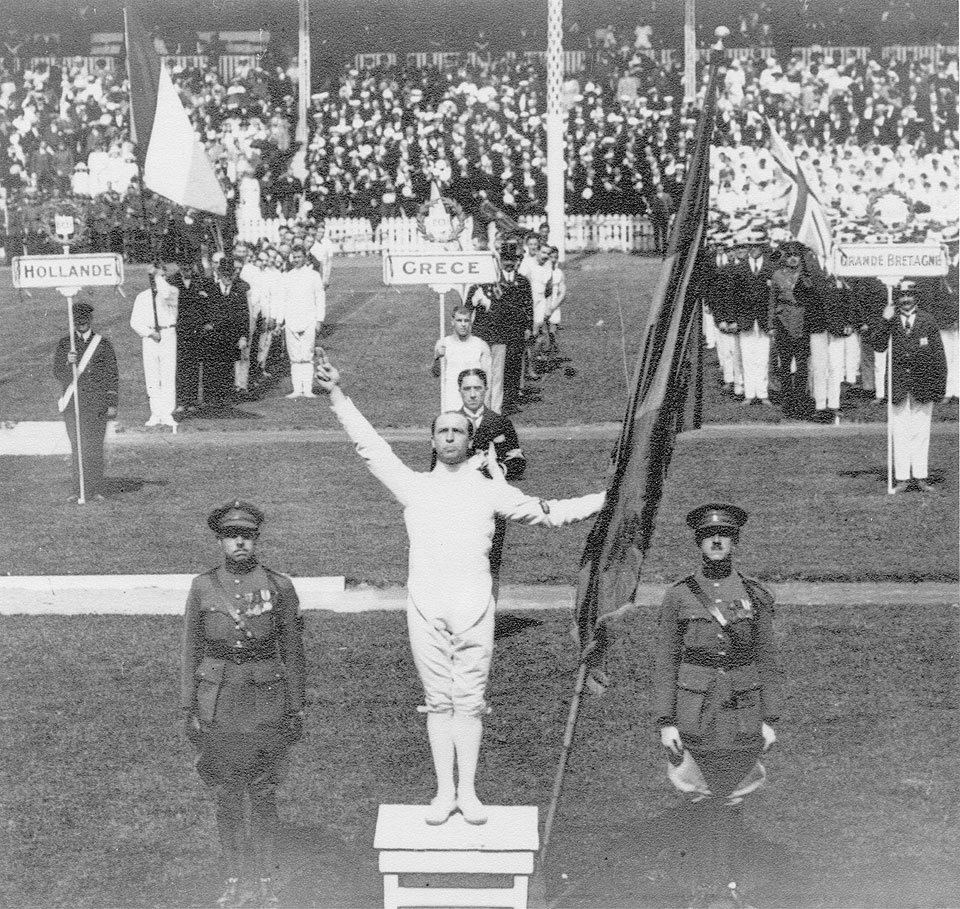
Victor Boin prononce le premier serment olympique de l'histoire.

Après la bénédiction du stade par le cardinal Mercier et une prestation d'un chœur flamand, le sportif et pilote de l'armée belge Victor Boin s'avance accompagné de deux soldats portant le drapeau belge. Il monte sur un podium et prononce le premier serment olympique de l'histoire des Jeux : « Nous jurons de prendre part aux Jeux olympiques en compétiteurs loyaux, d'observer scrupuleusement les règlements et de faire preuve d'un esprit chevaleresque pour l'honneur de nos pays et pour la gloire du Sport,. »
Le serment olympique a été mentionné pour la première fois dans la revue olympique de juillet 1906 par Pierre de Coubertin qui ressent le besoin d'ajouter au protocole olympique un serment d'équité et d'impartialité. Victor Boin a été médaillé olympique avec l'équipe belge de water-polo en 1908 et en 1912 et participe aux tournois d'escrime en 1920 à l'âge de 34 ans. Également journaliste, il a servi comme adjudant dans l'armée pendant la Première Guerre mondiale et piloté l'avion qui a amené la reine des Belges Élisabeth en Angleterre le 5 juillet 1918. Après ces accomplissements, Victor Boin est la personnalité belge choisie pour prêter le serment olympique en 1920.
Après le serment, l'orchestre joue une deuxième fois La Brabançonne, des chants sont interprétés par les chœurs flamand et suédois et les athlètes quittent le stade dans le même ordre que lorsqu'ils sont arrivés. La cérémonie se termine vers 15 h 30.

### Épreuves

#### Athlétisme
Les 29 épreuves d'athlétisme ont lieu du 15 au 23 août dans le stade olympique et sont disputées par 509 participants de 25 nations. La piste, en mauvais état à cause de la pluie, a une longueur de 389,80 mètres,. Alors que les Américains ont dominé seuls les épreuves d'athlétisme des Jeux interalliés de 1919, ils remportent cette fois-ci neuf médailles d'or tout comme les Finlandais.

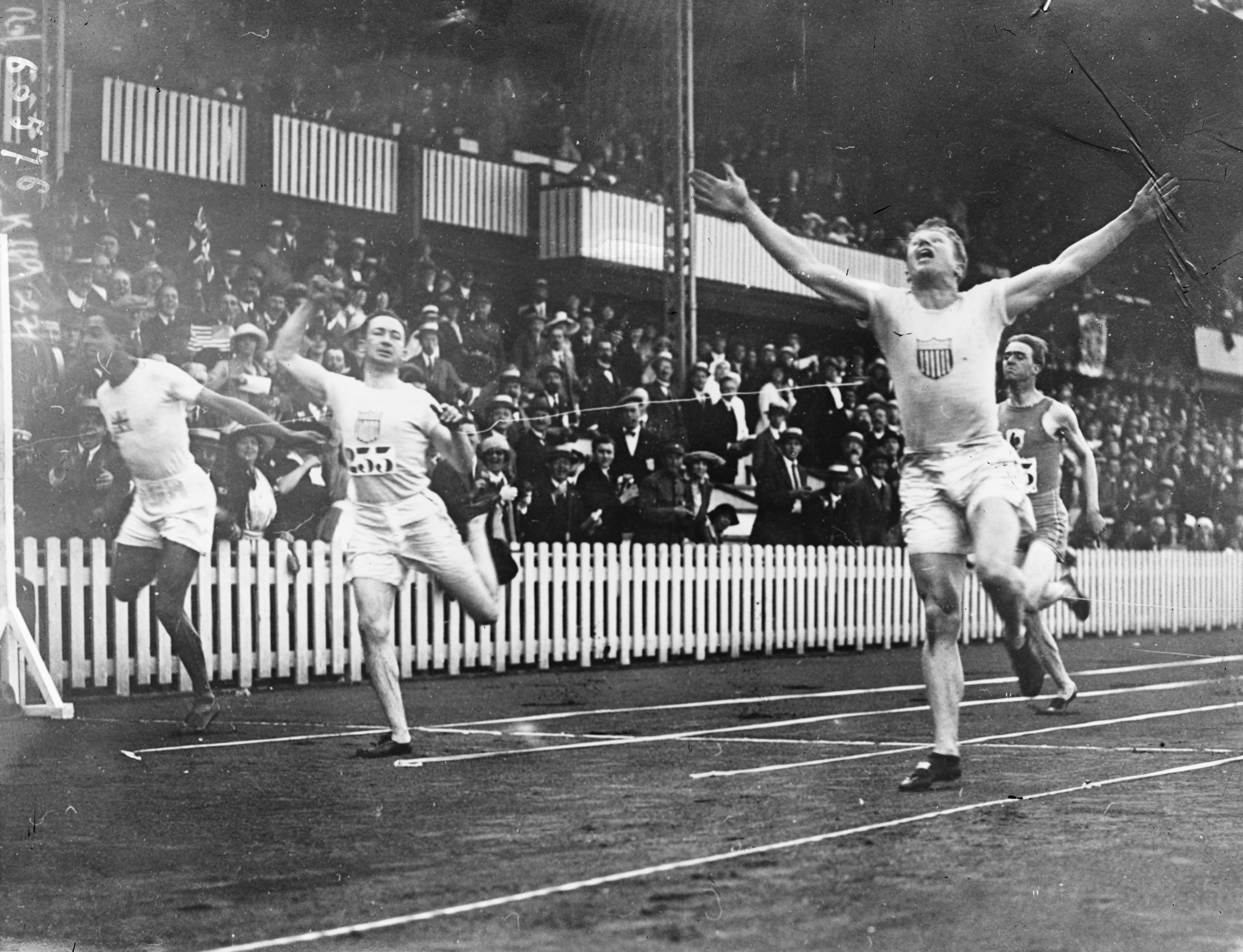
Charley Paddock gagne la finale du 100 mètres.

Quatre Américains se retrouvent en finale du 100 mètres. Après son rituel de départ au cours duquel il touche un morceau de bois, Charley Paddock gagne la course en bondissant par-dessus la ligne d'arrivée comme il en a l'habitude. Morris Kirksey est médaillé d'argent et le Britannique Harry Edward médaillé de bronze alors que Loren Murchison, parti après les autres parce qu'il a mal compris le starter s'exprimant en français, termine au dernier rang de la finale. Paddock termine ensuite deuxième du 200 mètres derrière son compatriote Allen Woodring, arrivé à Anvers en tant que remplaçant. Edward est à nouveau médaillé de bronze. Le Suédois Nils Engdahl prend rapidement la tête du 400 mètres mais il termine au troisième rang derrière le Sud-Africain Bevil Rudd et le Britannique Guy Butler. L'Américain Ted Meredith, détenteur du record du monde depuis 1916, ne se qualifie pas pour la finale.
Favoris du relais 4 × 100 mètres, les Américains remportent la course et établissent un nouveau record du monde en 42,2 s. Ils devancent de peu les Français et les Suédois. Lors du relais 4 × 400 mètres ce sont les favoris britanniques qui gagnent l'or avec moins d'une seconde d'avance sur l'Afrique du Sud. La France est médaillée de bronze. Le Canadien Tommy Thomson, victime d'un accident presque fatal en 1914, gagne le 110 mètres haies devant les Américains Harold Barron et Frederic Murray. Ses 14,8 s sont enregistrées comme record du monde bien que son temps de 14,4 s réalisé plus tôt sur 120 yards (109,728 mètres) reste sa meilleure performance. Le 400 mètres haies, course rarement disputée à cette époque, est dominé par les Américains : Frank Loomis bat le record du monde et devance John Norton et August Desch. Le steeple olympique a été couru sur différents formats de 1900 à 1908 et sa distance est fixée définitivement à 3 000 mètres en 1920. Sur le gazon situé à l'intérieur de la piste, le Britannique Percy Hodge gagne facilement la course avec plus de vingt secondes d'avance sur l'Américain Patrick Flynn et plus de trente sur l'Italien Ernesto Ambrosini.
Le Britannique Albert Hill, aiguilleur pour les Royal Flying Corps à Ypres pendant la guerre, remporte le 800 mètres devant l'Américain Earl Eby et Bevil Rudd qui a mené du début du deuxième tour à la dernière ligne droite. Réalisant le doublé, Hill remporte également le 1 500 mètres devant son coéquipier Philip John Baker, qui a couru derrière lui pendant le dernier tour pour protéger sa première place, et l'Américain Lawrence Shields. Baker, porte-drapeau de la délégation britannique, a été témoin des premières attaques au gaz de combat pendant la guerre. Il devient ensuite député et ministre, participe à la rédaction de la Charte des Nations unies puis reçoit le prix Nobel de la paix en 1959 pour son engagement en faveur du désarmement. Il est encore en 2020 l'unique médaillé olympique lauréat d'un prix Nobel.

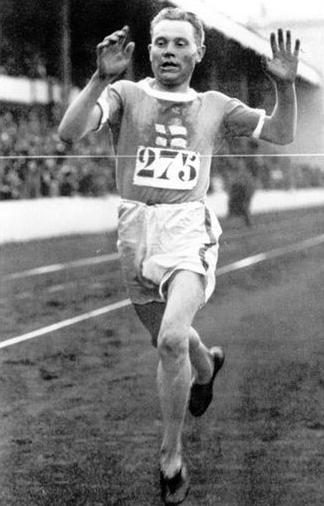
Paavo Nurmi dans le stade olympique d'Anvers.

Le 5 000 mètres se joue entre le Français Joseph Guillemot et le Finlandais Paavo Nurmi qui devancent largement leurs concurrents. Guillemot démarre son sprint à 150 mètres de l'arrivée et remporte le titre olympique avec 4,6 secondes d'avance sur Nurmi et 17,6 secondes sur le Suédois Eric Backman. Ce résultat est perçu comme une vengeance après le 5 000 mètres olympique de 1912 à Stockholm où le Finlandais Hannes Kolehmainen a battu de peu le Français Jean Bouin, mort au combat en 1914. Sur 10 000 mètres, Nurmi dépasse Guillemot au début du dernier tour et remporte la course avec 1,4 seconde d'avance sur le Français et 5 secondes sur l'Écossais James Wilson. Le cross-country individuel est couru sur environ 8 kilomètres. Paavo Nurmi domine la course en compagnie du Suédois Eric Backman et le devance au sprint, alors que son compatriote Heikki Liimatainen prend la troisième place. Joseph Guillemot se blesse à la cheville en marchant dans un trou et abandonne à trois kilomètres de l'arrivée. Le classement du cross-country par équipes est établi selon les résultats de la course individuelle : les trois meilleurs athlètes de chaque équipe sont comptabilisés et la Finlande est première devant la Grande-Bretagne et la Suède. À 23 ans et lors de sa première participation aux Jeux olympiques, Paavo Nurmi remporte donc trois médailles d'or et une d'argent. Ce sont les quatre premières des douze médailles olympiques (dont neuf en or) qu'il totalise à la fin de sa carrière. Les trois meilleurs athlètes de chaque nation sont comptabilisés pour établir le classement du 3 000 mètres par équipes ; les Américains sont champions olympiques devant les Britanniques et les Suédois.
Après ses quatre médailles remportées aux Jeux de 1912 sur des distances plus courtes, Hannes Kolehmainen participe au marathon olympique de 1920. Il prend la tête de la course sous la pluie après 27 kilomètres et termine au premier rang avec une très courte avance de 12,8 secondes sur l'Estonien Jüri Lossmann alors que l'Italien Valerio Arri obtient le bronze. Hannes Kolehmainen est le premier athlète venant de la piste à remporter le marathon ; il s'agit de la cinquième et dernière médaille olympique de sa carrière,.

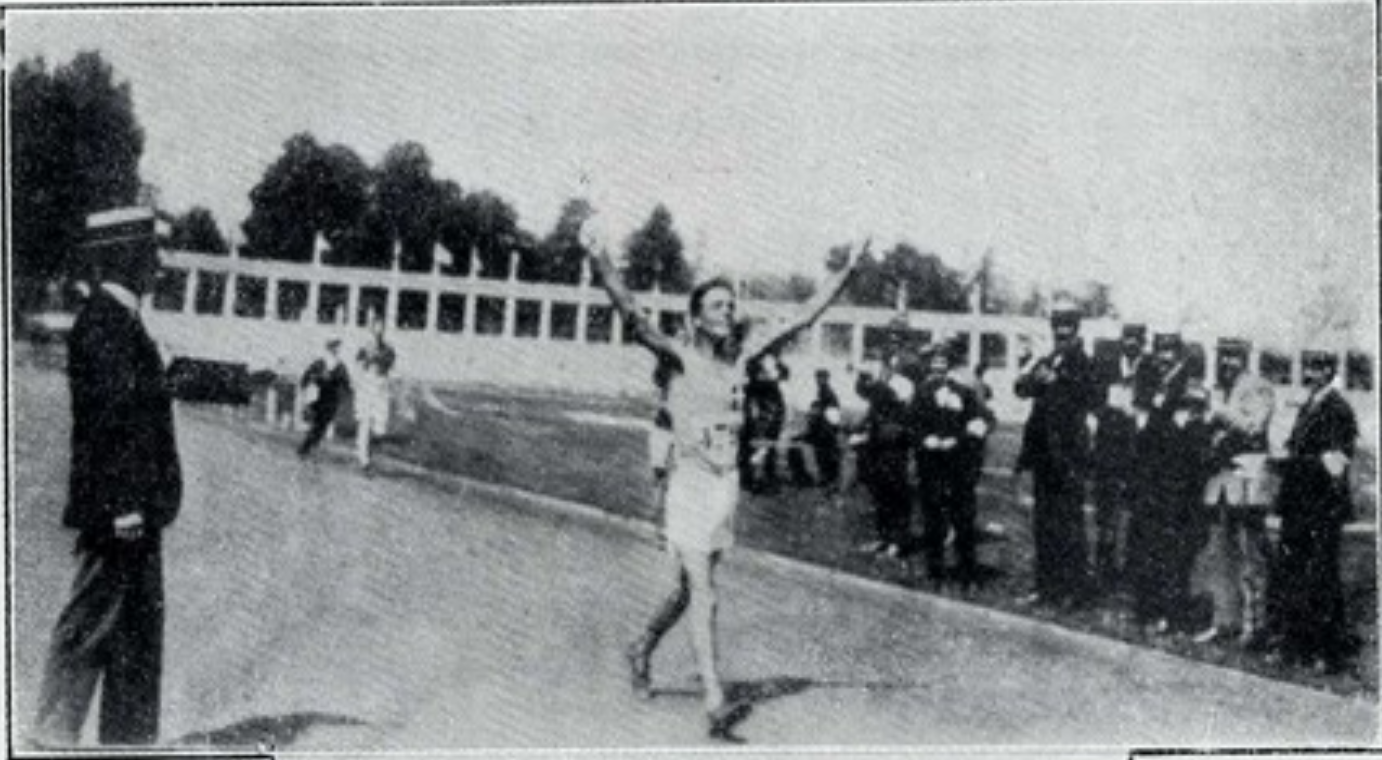
Ugo Frigerio remporte les deux épreuves de marche.

L'Italien Ugo Frigerio, favori des épreuves de marche, remporte facilement le 10 kilomètres au cours duquel il demande les encouragements des spectateurs présents dans le stade. Premier champion olympique italien en athlétisme, il devance l'Américain Joseph Pearman et le Britannique Charles Gunn de presque deux minutes. Avant le 3 000 mètres, Frigerio transmet des partitions au chef de l'orchestre présent pour jouer pendant la course afin qu'il interprète des marches militaires italiennes. Il mène du départ à l'arrivée en se permettant de s'arrêter pour reprocher à l'orchestre de ne pas jouer dans le bon rythme. Il termine avec environ cinq secondes d'avance sur l'Australien George Parker et huit sur l'Américain Richard Remer et célèbre sa victoire par une série de sauts périlleux,.
Les athlètes venant des États-Unis et de l'Europe du Nord remportent toutes les médailles des épreuves de sauts. Lors du saut en hauteur, l'Américain Richmond Landon est le seul à franchir la barre située à 1,935 m ou 1,936 m ce qui constitue un record olympique et lui rapporte la médaille d'or. Deux autres athlètes atteignent 1,90 m : son compatriote Harold Muller qui a passé la barre du premier coup est médaillé d'argent et le Suédois Bo Ekelund qui l'a fait au deuxième essai est médaillé de bronze. Sous la pluie et le vent, l'Américain Frank Foss remporte largement l'épreuve du saut à la perche en établissant un nouveau record du monde à 4,09 m. Il devance le Danois Henry Petersen de 39 cm, la plus grande marge de l'histoire olympique, et l'Américain Edwin Myers de 49 cm. L'Américain Sol Butler, qui a gagné lors des Jeux interalliés grâce à un bond de 7,55 m, se blesse lors des qualifications du saut en longueur. C'est le Suédois William Pettersson qui reçoit la médaille d'or avec un saut de 7,15 m. L'Américain Carl Johnson et le Suédois Erik Abrahamsson complètent le podium. Le Finlandais Vilho Tuulos remporte le triple saut grâce à son résultat de 14,505 m atteint dès le premier essai des qualifications. Les Suédois Folke Jansson et Erik Almlöf sont médaillés d'argent et de bronze.

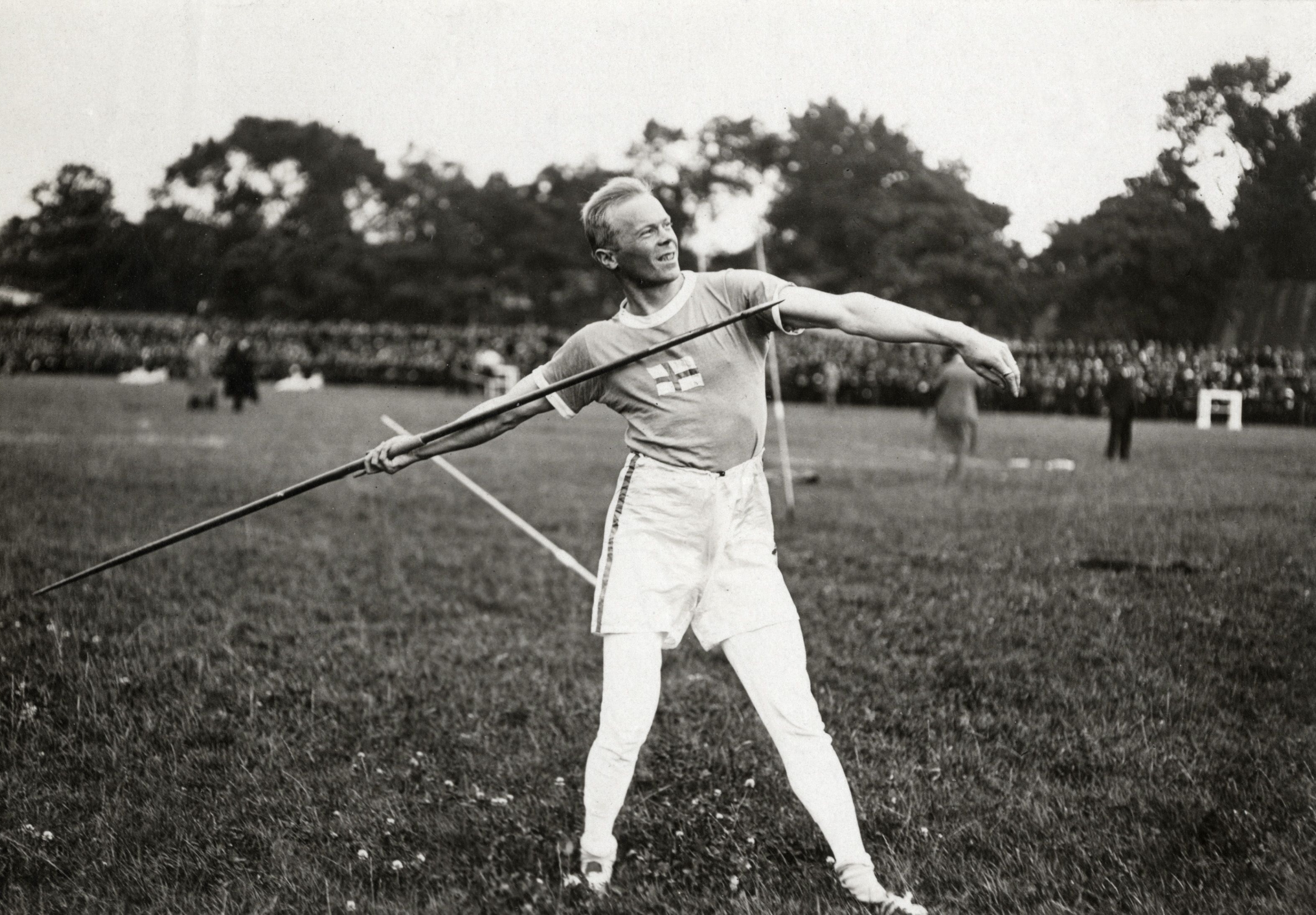
Jonni Myyrä devient champion olympique du lancer du javelot devant trois compatriotes.

Les athlètes venant de Finlande et des États-Unis se partagent les médailles d'or des épreuves de lancers. Le Finlandais Ville Pörhölä devance son compatriote Elmer Niklander et l'Américain Harry Liversedge lors du lancer du poids alors que Patrick McDonald, détenteur du record olympique depuis 1912, termine au quatrième rang. McDonald remporte en revanche l'épreuve du lancer du marteau lourd à l'âge de 42 ans et 26 jours, ce qui fait de lui le champion olympique en athlétisme le plus âgé de l'histoire (record toujours d'actualité en 2020). Il devance son compatriote Patrick Ryan et le Suédois Carl Johan Lind. Patrick Ryan est le détenteur du record du monde du lancer du marteau, épreuve qu'il remporte facilement après le retrait de son rival Matthew McGrath pour cause de blessure au genou au deuxième tour. Les médaillés d'argent et de bronze sont Carl Johan Lind et l'Américain Basil Bennett. Déjà médaillé d'argent du lancer du poids, Elmer Niklander remporte le lancer du disque devant son compatriote détenteur du record du monde Armas Taipale et l'Américain Gus Pope. Les Finlandais prennent les quatre premières places du lancer du javelot. Détenteur du record du monde, Jonni Myyrä est touché à une épaule par le javelot d'un concurrent américain pendant les échauffements mais cela ne l'empêche pas de remporter l'épreuve devant Urho Peltonen et Pekka Johansson.
Les résultats du pentathlon sont établis en additionnant les rangs obtenus par les athlètes lors des cinq épreuves (longueur, javelot, 200 mètres, disque et 1 500 mètres). Le Finlandais Eero Lehtonen est largement premier avec 14 points mais derrière lui les scores sont très serrés : l'Américain Everett Bradley est deuxième avec 24 points et deux athlètes sont à égalité avec 26 points. Pour attribuer la médaille de bronze le barème du décathlon est utilisé pour calculer leur nombre de points et le Finlandais Hugo Lahtinen devance de peu l'Américain Robert LeGendre. Le décathlon est très serré : le Norvégien Helge Løvland dépasse l'Américain Brutus Hamilton lors de la dernière épreuve, le 1 500 mètres. Le Suédois Bertil Ohlson termine au troisième rang.

#### Aviron

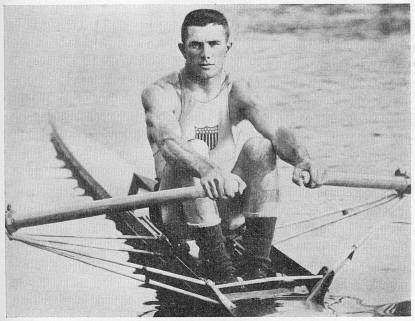
John Kelly remporte deux titres olympiques en 1920.

Les cinq épreuves d'aviron ont lieu du 27 au 29 août au canal de Willebroeck et sont disputées par 136 participants de 14 nations. Le parcours, situé dans une zone industrielle, est une ligne droite de plus de deux kilomètres allant des Trois Fontaines à Marly près de Bruxelles.
L'inscription du rameur américain John Kelly à l'édition 1920 de la régate royale de Henley (Royaume-Uni) a été refusée car son club, le Vesper Boat Club de Philadelphie, a été banni pour soupçons de professionnalisme. Kelly prend sa revanche quelques semaines plus tard en remportant la finale olympique du skiff avec une seconde d'avance sur le Britannique Jack Beresford, vainqueur à Henley,. Darcy Hadfield termine au troisième rang et remporte la première médaille olympique de la délégation néo-zélandaise,. Trente minutes plus tard, John Kelly devient également champion olympique du deux de couple avec son cousin Paul Costello. Les deux Américains remportent facilement la finale devant les Italiens Pietro Annoni et Erminio Dones et les Français Gaston Giran et Alfred Plé. Par la suite Kelly remporte un nouveau titre olympique en 1924 avec son cousin, fait fortune grâce à son entreprise de construction et épouse la sportive Margaret Katherine Majer avec qui il a quatre enfants dont John Kelly Jr, futur double vainqueur à Henley et médaillé olympique du skiff en 1956, et Grace Kelly, future actrice et princesse de Monaco.

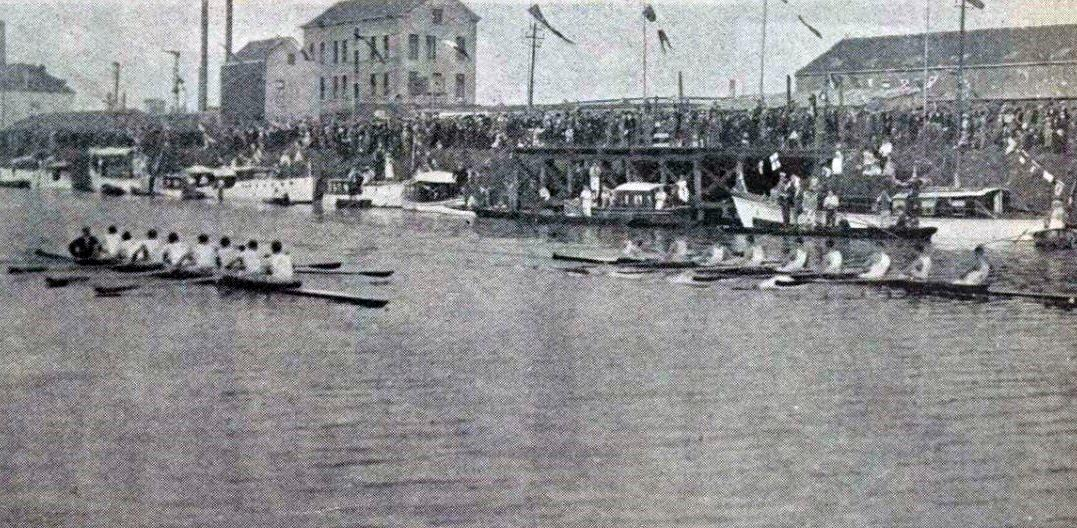
Épreuve du huit dans le canal de Willebroeck.

Pendant la finale du deux avec barreur, la France mène sur la plupart du parcours mais l'Italie gagne la course d'une seconde, alors que la Suisse termine au troisième rang juste derrière ces deux équipes. Les Canadiens participent au quatre avec barreur mais ils doivent emprunter un bateau car le leur n'arrive pas à Anvers. Un de leurs portants se casse pendant la demi-finale et, ne pouvant utiliser que trois rames, ils sont éliminés à ce stade de la compétition. Les Suisses, champions d'Europe en 1920, remportent la finale devant les Américains et les Norvégiens. Les favoris du huit sont les Américains de l'Académie navale d'Annapolis et les Britanniques du Leander Club qui se retrouvent en finale. Les Britanniques mènent mais les Américains les dépassent à 50 mètres de l'arrivée et gagnent pour moins d'une seconde. La médaille de bronze est d'abord remise à l'équipe suisse qui a réalisé lors des qualifications le troisième meilleur temps mais après une protestation, une course est prévue entre les deux perdants des demi-finales (Norvège et France) pour attribuer la troisième place. Cette course n'a finalement pas lieu et la Norvège est généralement listée comme médaillée de bronze car son temps en demi-finale est meilleur que celui de la France,.

#### Boxe

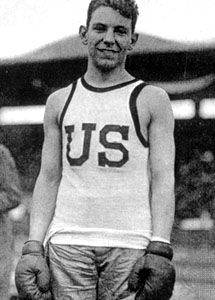
Edward Eagan deviendra le seul champion olympique dans deux sports différents aux Jeux d'été et aux Jeux d'hiver.

Les combats de boxe, de retour aux Jeux olympiques après leur absence en 1912, réunissent 116 participants qui s'affrontent du 21 au 24 août dans la salle des fêtes de la Société royale de zoologie. Il s'agit d'un sport très populaire à Anvers mais la boxe amateur disputée aux Jeux olympiques se trouve dans l'ombre de la boxe professionnelle. Les participants sont répartis en huit catégories de poids et les matchs sont disputés en trois rounds (deux fois trois minutes et une fois quatre minutes) ; des rounds supplémentaires de deux minutes sont ajoutés si nécessaire en cas d'égalité. Les combats sont dirigés par deux juges et un arbitre. Huit des douze délégations présentes remportent au moins une médaille,.
L'Américain Frankie Genaro né Frank DiGennara gagne la finale des poids mouches contre le Danois Anders Petersen après une décision unanime des juges. Le Britannique William Cuthbertson est médaillé de bronze. Après les Jeux, Genaro devient professionnel et domine la catégorie des poids mouches pendant plusieurs années. Chez les poids coqs, le Sud-Africain Clarence Walker gagne ses quatre combats sur décision des juges et devient champion olympique devant le Canadien Cliff Graham  et le Britannique George McKenzie. Après un combat serré au premier tour des poids plumes puis deux victoires par KO, le Français Paul Fritsch remporte la finale sur décision des juges contre son compatriote Jean Gachet. L'Italien Edoardo Garzena est médaillé de bronze de cette catégorie. Chez les poids légers, le Britannique Frederick Grace est présent à l'âge de 36 ans pour défendre son titre obtenu à Londres en 1908 mais il perd de peu en quart de finale contre l'Américain Samuel Mosberg. Ce dernier gagne sa demi-finale en 15 secondes contre le Sud-Africain Richard Beland puis la finale contre le Danois Gotfred Johansen. Le Canadien Clarence Newton remporte le match pour la troisième place contre Beland.
Chez les poids welters, le Canadien né aux États-Unis Bert Schneider gagne le round supplémentaire de la finale contre le Britannique Alexander Ireland. L'Américain Frederick Colberg est médaillé de bronze. Le Britannique Harry Mallin gagne le titre des poids moyens après ses victoires contre deux Américains et deux Canadiens. Il est en 1924 le premier boxeur à défendre avec succès son titre olympique. Les Canadiens Georges Prud'homme et Moe Herscovitch sont médaillés d'argent et de bronze. L'Américain Edward Eagan se rend à Anvers pour disputer le tournoi des poids mi-lourds pendant les vacances universitaires. Il élimine le Sud-Africain Thomas Holdstock puis le Britannique Harold Franks (médaillé de bronze) et gagne difficilement la finale contre le Norvégien Sverre Sørsdal. Devenu avocat, Eagan rejoint trois anciens médaillés olympiques de bobsleigh et participe aux Jeux olympiques d'hiver de 1932 à Lake Placid. Son équipe gagne la médaille d'or du bob à quatre et Eagan devient le premier sportif champion olympique dans deux sports différents aux Jeux d'été et aux Jeux d'hiver, performance toujours inégalée en 2020. Après les Jeux de 1932 il poursuit sa carrière d'avocat et sert en tant que colonel dans l'armée américaine pendant la Seconde Guerre mondiale,. Chez les poids lourds, le Britannique Ronald Rawson gagne son quart de finale et sa demi-finale par KO technique et remporte la finale par KO au deuxième round contre le Danois Søren Petersen. Le Français Xavier Eluère est médaillé de bronze.

#### Cyclisme
Les quatre épreuves de cyclisme sur piste se déroulent au vélodrome du Garden City. Le site dispose d'une piste de 400 mètres et de 14 000 places mais environ 500 spectateurs par jour sont présents. Les deux épreuves sur route ont lieu dans la région d'Anvers devant de nombreux spectateurs. Au total, 103 participants de 14 pays disputent les six épreuves entre le 9 et le 13 août. Après l'absence du cyclisme sur route en 1900, 1904 et 1908 et du cyclisme sur piste en 1912 les deux disciplines sont à nouveau présentes aux Jeux olympiques en 1920,. Le cyclisme est alors très populaire en Belgique sous sa forme professionnelle ; le cyclisme amateur disputé aux Jeux olympiques est cependant d'un moins bon niveau.

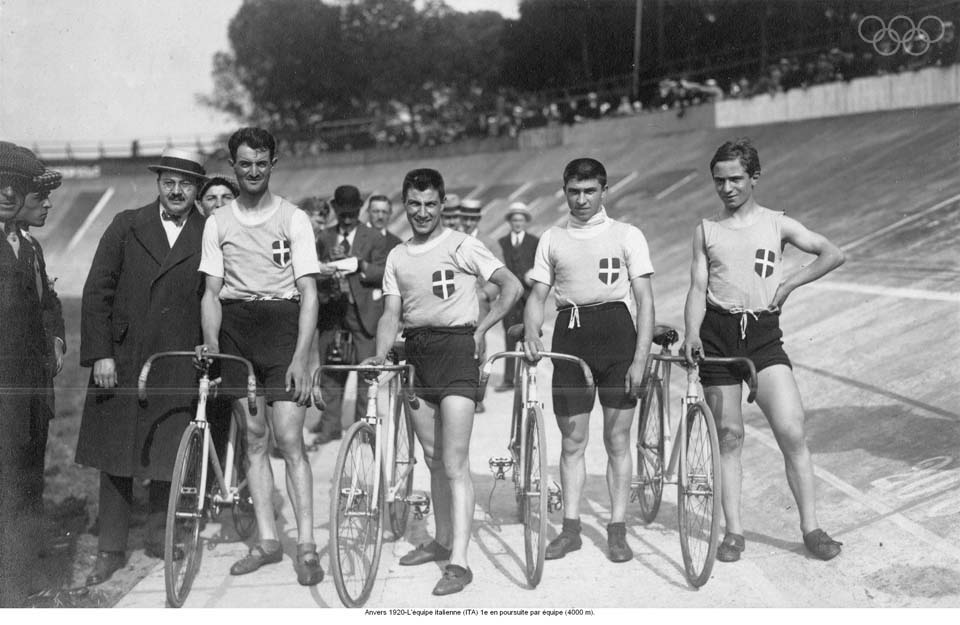
Les Italiens remportent la poursuite par équipes.

L'épreuve de vitesse individuelle est disputée sur 1 000 mètres. Lors de la finale, le Néerlandais Maurice Peeters gagne devant deux Britanniques : Thomas Johnson termine juste derrière et Harry Ryan à trois longueurs de vélo. Les Britanniques accusent Peeters d'avoir dévié de sa trajectoire pour ne pas laisser passer Johnson au dernier virage, mais la plainte est rejetée. La finale de la course de tandem se joue entre les Britanniques Thomas Lance et Harry Ryan et les Sud-Africains William Smith et James Walker sur une distance de 2 000 mètres. Les Britanniques dépassent les Sud-Africains au début du dernier tour et gagnent la course pour une longueur. La médaille de bronze est remportée par les Néerlandais Frans de Vreng et Piet Ikelaar. La finale de la poursuite par équipes, course de 4 000 mètres, est disputée entre la Grande-Bretagne et l'Italie. Le résultat du troisième de chaque équipe est pris en compte. Après quatre tours le Britannique Albert White est lâché par son équipe et se fait rattraper par les Italiens. Il se déplace vers l'extérieur pour les laisser passer, mais les Italiens étaient déjà à l'extérieur de la piste pour le doubler et pensent être victimes d'une obstruction volontaire. Les Italiens protestent ; le juge italien et le juge britannique se retirent et le troisième juge, un Français, se prononce en faveur de l'Italie qui devient donc championne olympique devant la Grande-Bretagne. L'équipe sud-africaine est médaillée de bronze. La dernière épreuve sur piste est le 50 kilomètres, disputé par 31 cyclistes dont 14 terminent la course. Dans la dernière ligne droite le Britannique Thomas Harvey qui mène le sprint tombe car sa roue arrière a apparemment touché la roue avant du Belge Henry George. Ce dernier termine au premier rang et le Britannique Cyril Alden, tombé après avoir percuté le vélo de Harvey, passe tout de même la ligne juste derrière lui. Piet Ikelaar prend le troisième rang.

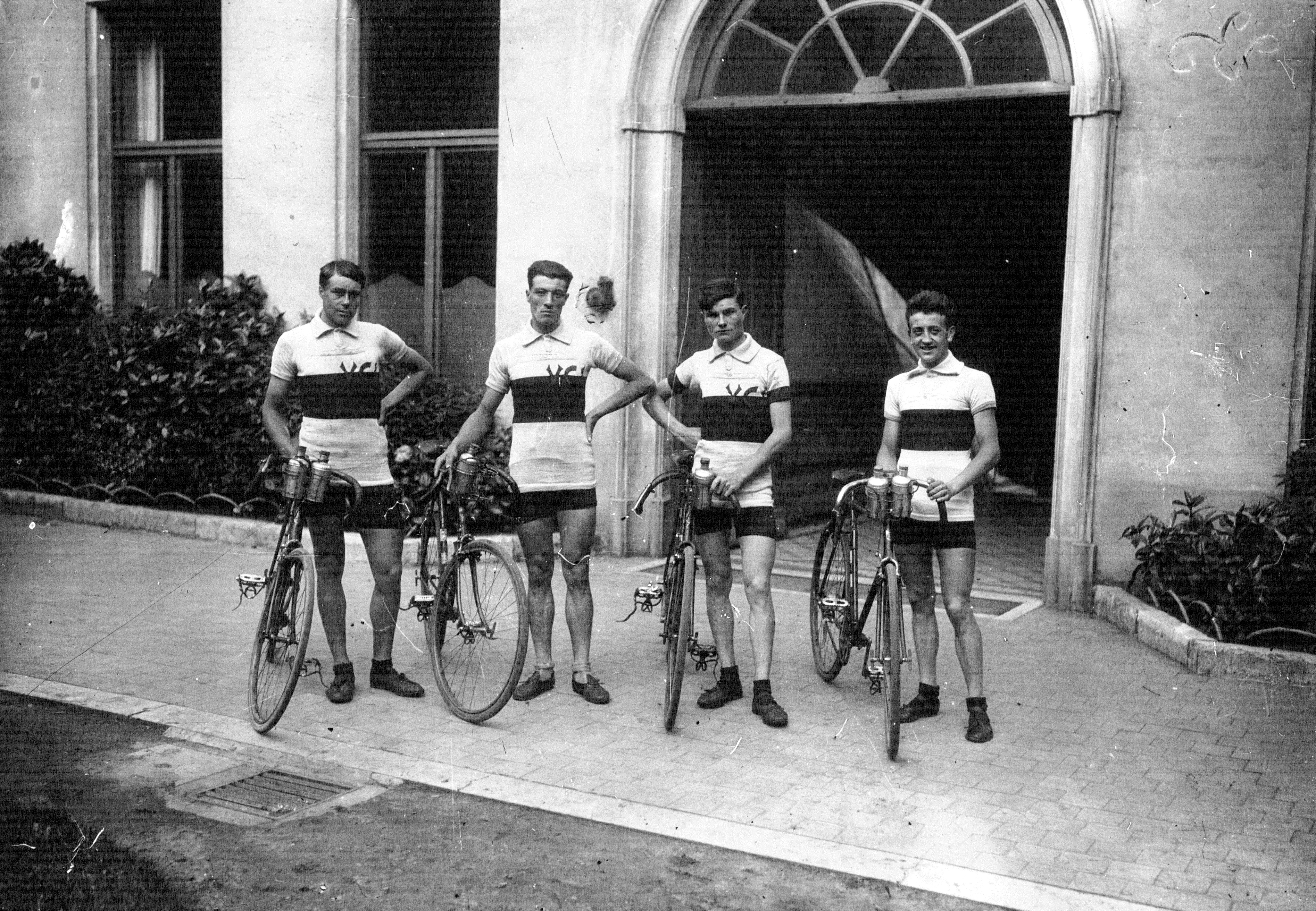
L'équipe de France est championne olympique de la course sur route par équipes.

La course sur route est un contre-la-montre de 175 kilomètres partant de Merksem, passant par Turnhout, Mol, Heist-op-den-Berg et Lierre et se terminant à Anvers à 300 mètres du vélodrome. Les 46 participants s'élancent toutes les quatre minutes. Le parcours passe par six passages à niveau mais si un coureur doit s'arrêter à cause d'un train son temps d'attente est déduit de son temps total. Le Sud-Africain Henry Kaltenbrunn est d'abord déclaré vainqueur car son temps est le meilleur. Les Suédois demandent cependant au jury de soustraire les 4 min 1 s que Harry Stenqvist a passées à un passage à niveau, ce qui lui permet de remonter de la troisième à la première place. Harry Stenqvist est donc médaillé d'or, Henry Kaltenbrun médaillé d'argent et le Français Fernand Canteloube, d'abord annoncé deuxième, est médaillé de bronze. Un classement par équipes est établi en additionnant les temps des quatre cyclistes de chaque pays : la France devance la Suède et la Belgique,.

#### Équitation

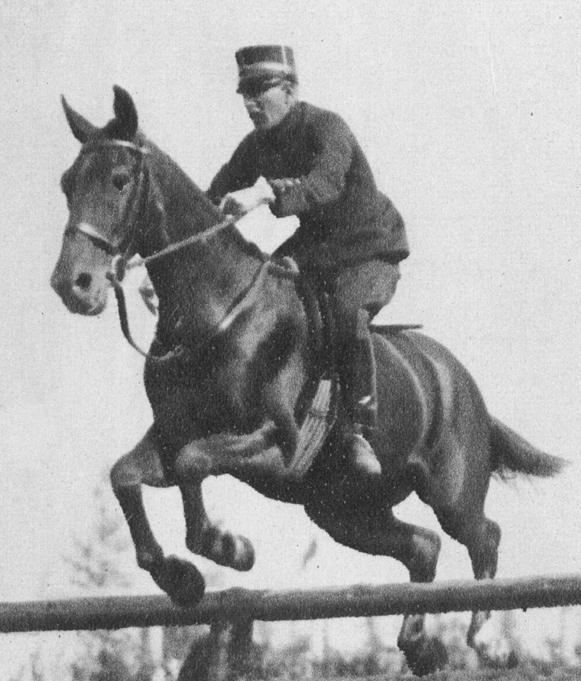
Carl Gustaf Lewenhaupt prend la troisième place du saut d'obstacles individuel.

Les épreuves équestres ont lieu du 6 au 12 septembre au stade olympique et dans les environs pour le dressage et le saut, dans la région d'Anvers pour le cross et au Country Club de Hoogboom où a également lieu le tir aux pigeons d'argile pour le steeple. Elles sont disputées par 89 cavaliers de 8 pays. Les Suédois remportent quatre des sept titres olympiques mis en jeu.
Le concours complet se déroule sur trois jours : une course de 50 km dont 5 km de cross le premier jour, une course de 20 km et un steeple de 4 000 m le deuxième jour et un parcours de sauts d'obstacles le troisième jour. Les trois premières places individuelles sont obtenues par deux Suédois et un Italien : Helmer Mörner et son cheval Germania, Åge Lundström sur Yrsa et Ettore Caffaratti sur Caniche. Le classement par équipes est établi en additionnant les scores des trois meilleurs membres de chaque délégation : la Suède devance l'Italie et la Belgique.
Le colonel Boltenstern termine troisième du concours de dressage mais il est disqualifié pour s'être entraîné dans le stade avant le début de l'épreuve. Cela n'empêche pas les Suédois de prendre les quatre premières places du classement. Les médaillés sont Janne Lundblad sur Uno, Bertil Sandström sur Sabel et Hans von Rosen sur Running Sister.
Lors du concours de saut d'obstacles individuel, l'Italien Tommaso Lequio di Assaba et son cheval Trebecco terminent au premier rang avec deux fautes. Ils devancent l'Italien Alessandro Valerio sur Cento (trois fautes) et le Suédois Carl Gustaf Lewenhaupt sur Mon Cœur (quatre fautes). Le concours par équipes a ensuite lieu avec des cavaliers différents ; les scores des trois meilleurs membres de chaque équipe sont pris en compte. La Suède est championne olympique avec 14 fautes devant la Belgique (16,25 fautes) et l'Italie (18,75 fautes).
L'épreuve de voltige est disputée pour la seule fois de l'histoire aux Jeux olympiques. Réservée aux officiers, elle consiste en une succession de figures avec et sans selle (par exemple sauter sur ou par-dessus les chevaux ou rester debout sur le cheval). Les participants sont tous suédois, belges ou français. Les meilleurs cavaliers individuels sont le troupier belge Daniel Bouckaert, le soldat français Field et le troupier belge Louis Finet qui marquent respectivement 30,5, 29,5 et 29 points sur un maximum possible de 34. Le classement par équipes est établi en additionnant les scores des trois meilleurs cavaliers de chaque délégation. La Belgique (87,5 points) est première devant la France (81,083 points) et la Suède (59,416 points),.

#### Escrime

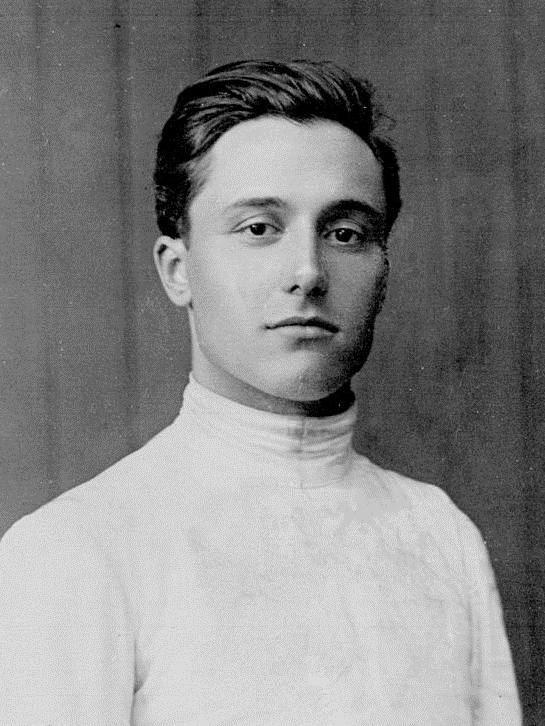
Nedo Nadi remporte cinq médailles d'or en 1920 (photographie de 1912).

Les compétirions d'escrime sont prévues en plein air sur six pistes de cendrée à côté du stade olympique mais sont pour la plupart déplacées sur les pistes en linoléum du hall des Floralies dans le parc de Middelheim à cause du mauvais temps. Les six tournois (épée, fleuret et sabre en individuel et par équipes) ont lieu du 15 au 26 août et sont disputés par 149 athlètes de treize nations. L'Italien Nedo Nadi remporte les cinq épreuves auxquelles il participe, dont les trois épreuves par équipes avec son frère Aldo. Nedo Nadi, qui bénéficie de l'absence des escrimeurs hongrois et des problèmes physiques de son rival français Lucien Gaudin, est toujours en 2020 le seul escrimeur de l'histoire à avoir cinq titres olympiques en une édition des Jeux.
Vainqueur de l'épreuve individuelle de fleuret aux Jeux olympiques de 1912, Nedo Nadi a reçu deux décorations et est devenu capitaine dans l'armée italienne pendant la guerre. Au tour final du tournoi de fleuret en 1920, le Français Roger Ducret gagne son assaut contre Nadi et n'a plus qu'à battre l'Italien Pietro Speciale (qui a perdu ses dix assauts du tour final) pour devenir champion olympique. Il perd cependant ce dernier match et Nedo Nadi remporte le tournoi avec dix victoires en onze assauts devant les Français Philippe Cattiau (médaillé d'argent) et Roger Ducret (médaillé de bronze), qui comptent tous les deux neuf victoires et sont départagés selon le nombre de touches reçues. L'équipe italienne menée par les frères Nadi remporte le tournoi par équipes grâce à une victoire sur le score de 9-7 au tour final contre la France, médaillée d'argent. Les États-Unis sont médaillés de bronze.
Les Français prennent les trois premières places du tournoi individuel à l'épée : Armand Massard (neuf victoires au tour final) devance Alexandre Lippmann (sept victoires) et Gustave Buchard (six victoires). Massard devient plus tard président du Comité olympique français et vice-président du CIO. Lors de l'épreuve par équipes, l'Italie termine deuxième de sa poule de qualification à égalité avec le Portugal puis gagne le tour final devant la Belgique et la France. Médaillé olympique de water-polo en 1908 et en 1912, Victor Boin est cette fois médaillé en escrime avec l'équipe belge.
L'épreuve individuelle de sabre est toujours remportée par les Hongrois de 1908 à 1964 à l'exception des Jeux de 1920 auxquels ils ne sont pas invités. Nedo Nadi remporte ses onze assauts du tour final et devient champion olympique devant son frère Aldo (neuf victoires) et le Néerlandais Adrianus de Jong (six victoires). Les Italiens remportent également l'épreuve par équipes après avoir gagné leurs sept assauts du tour final. La France est deuxième avec six victoires et les Pays-Bas troisièmes avec cinq victoires.

#### Football

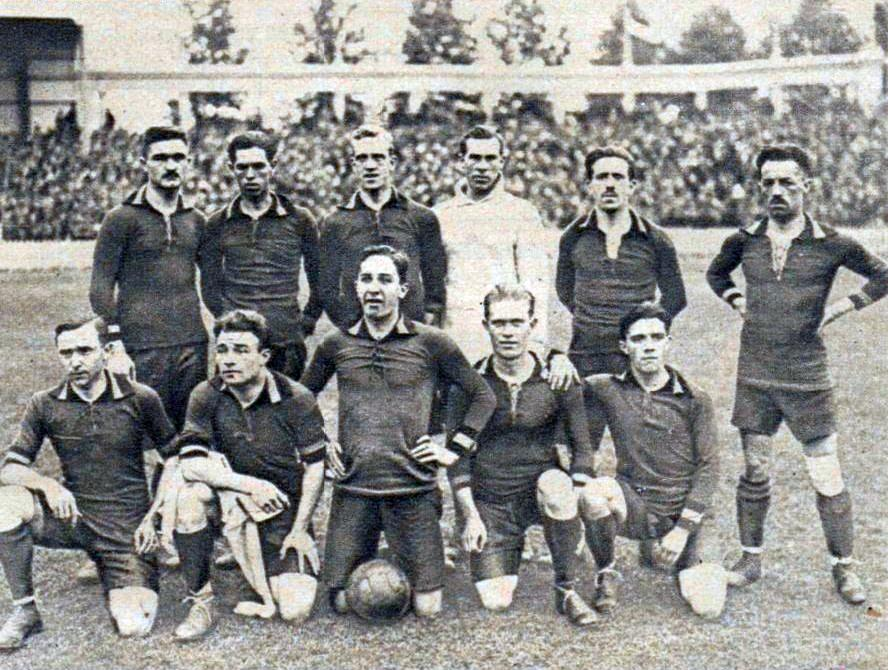
L'équipe de Belgique devient championne olympique devant son public.

Le tournoi de football est disputé par 14 équipes et 190 joueurs du 28 août au 5 septembre. La plupart des matchs sont joués à Anvers au stade olympique et au Stadion Broodstraat mais quelques parties du début du tournoi ont lieu au stade Joseph Marien à Bruxelles et au stade Jules-Otten à Gand. Le format de la compétition suit une formule adaptée du système Bergvall : les équipes éliminées par le champion olympique et les quarts-de-finalistes perdants du tournoi principal disputent un tournoi secondaire pour la médaille d'argent et la médaille de bronze. L'Égypte est la première représentante du continent africain au tournoi olympique de football. L'équipe de Belgique remporte le tournoi olympique, ce qui un siècle plus tard est toujours le seul titre majeur de son histoire.
L'équipe de Tchécoslovaquie participe à Anvers à sa première compétition reconnue par la FIFA. Le premier tour dont la Belgique est exemptée est marqué par les larges victoires de la Tchécoslovaquie contre la Yougoslavie (7-0) et de la Suède contre la Grèce (9-0) ainsi que par l'élimination du double vainqueur en titre, la Grande-Bretagne, par la Norvège (3-1). En quart de finale, les Pays-Bas battent la Suède après prolongation (5-4) alors que la Tchécoslovaquie élimine la Norvège sur le score de 4-0. La France, qui a bénéficié du forfait de dernière minute de la Suisse au premier tour, gagne contre l'Italie (3-1) et la Belgique élimine l'Espagne sur le même score grâce à un triplé de Robert Coppée. Lors de ce premier match, l'équipe belge se fait siffler par son propre public car la sélection ne compte qu'un seul joueur anversois. La Tchécoslovaquie et la Belgique se qualifient pour la finale en battant respectivement la France (4-1) et les Pays-Bas (3-0).

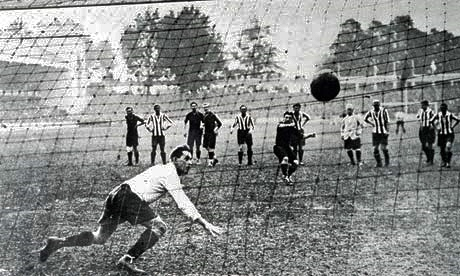
Le Belge Robert Coppée ouvre le score sur penalty au début de la finale.

La finale pour la médaille d'or a lieu dans le stade olympique déjà complet deux heures avant le début du match ; des spectateurs sans ticket entrent même par un tunnel creusé sous une barrière et des soldats belges sont postés autour de la surface de jeu pour prévenir une invasion du terrain. Les Tchécoslovaques ne sont pas satisfaits du choix du Britannique John Lewis pour arbitrer le match car il a été attaqué physiquement par des supporters tchèques lors d'un match à Prague et risque selon eux de ne pas être objectif. Le Belge Robert Coppée ouvre le score sur penalty après six minutes de jeu et Henri Larnoe marque le 2-0 après trente minutes. À la 39e minute le joueur tchécoslovaque Karel Steiner est expulsé pour avoir frappé Robert Coppée et toute son équipe quitte le terrain pour contester cette décision et demander l'annulation du résultat. La Tchécoslovaquie est finalement disqualifiée et la Belgique devient championne olympique,. Également membre de l'équipe nationale de hockey sur glace, le Tchécoslovaque Karel Pešek est le premier et le seul athlète de l'histoire à participer lors des mêmes Jeux olympiques à un sport d'hiver et un sport d'été.
En l'absence de la Tchécoslovaquie disqualifiée et sans autres adversaires éligibles, les finalistes du tournoi pour la médaille d'argent et la médailles de bronze sont l'Espagne, vainqueur du tournoi de repêchage opposant les quart-de-finalistes malheureux, et les Pays-Bas, demi-finalistes battus par la Belgique. Les Espagnols sont médaillés d'argent grâce à leur victoire sur le score de 3-0 et les Néerlandais sont médaillés de bronze.

#### Gymnastique

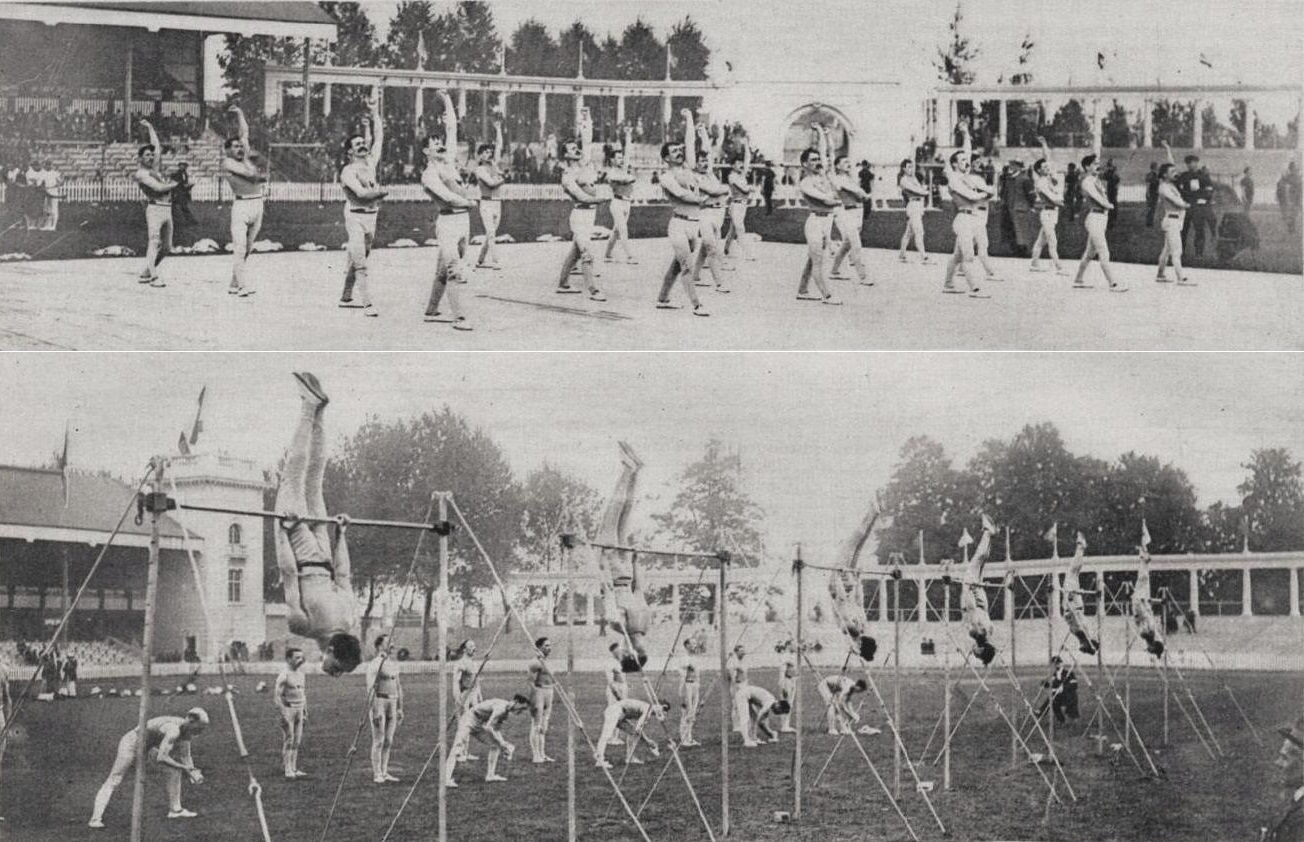
L'équipe française, photographiée au sol et à la barre fixe, est médaillée de bronze du concours général.

Les compétitions de gymnastique ont lieu du 23 au 27 août au stade olympique et sont disputées par 250 athlètes de 11 nations. Elles sont composées d'un concours général individuel et d'un concours général par équipes selon la méthode appelée européenne ou allemande, d'un concours par équipes selon la méthode suédoise et d'une épreuve par équipes avec exercices libres.
Le concours général individuel est disputé pour la première fois par des gymnastes de trois continents. Il est composé de cinq parties : sol, barre fixe, barres parallèles, anneaux et cheval d'arçons. L'Italien Giorgio Zampori est médaillé d'or devant les Français Marco Torrès, champion du monde en 1909 et en 1913, et Jean Gounot. Le concours général par équipes est disputé par cinq équipes de 16 à 24 gymnastes. En l'absence de la Suisse et de l'Allemagne qui auraient été favoris, l'Italie gagne assez facilement le concours devant la Belgique et la France.
Trois pays participent au concours par équipes selon le système suédois. L'épreuve est composée de onze exercices de callisthénie de différentes difficultés. La Suède est championne olympique juste devant le Danemark et la Belgique est médaillée de bronze. L'épreuve par équipes avec exercices libres est disputée par 24 Danois et 26 Norvégiens. Selon la moyenne des scores du juge danois et du juge norvégien, le Danemark remporte l'épreuve.

#### Haltérophilie

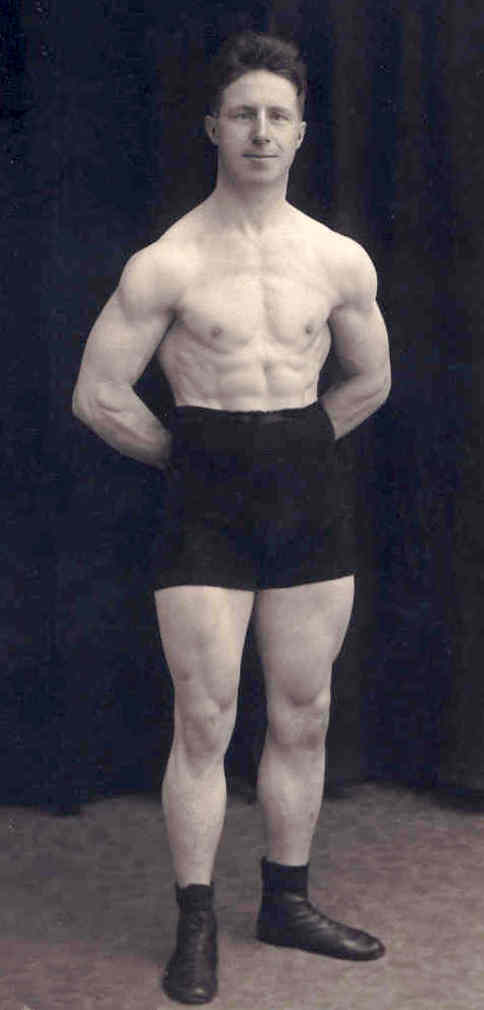
Frans De Haes est champion olympique dans la catégorie des poids plumes.

Les épreuves d'haltérophilie ont lieu au stade olympique peu après celles d'athlétisme, du 29 au 31 août. Elles sont disputées par 53 haltérophiles de 14 nations mais les meilleurs du monde ne sont pas présents car ils sont allemands ou autrichiens. Les participants sont répartis en cinq catégories de poids. Ils doivent effectuer un arraché à un bras, un épaulé-jeté avec l'autre bras et un épaulé-jeté à deux bras.
Le Belge Frans De Haes a fui avec sa famille vers les Pays-Bas neutres en 1914 et y a commencé l'haltérophilie à l'âge de 17 ans. Revenu à Anvers après la guerre, il devient champion olympique des poids plumes. Le Frontpartij d'Anvers dont il est membre organise une grande fête où de nombreuses associations sportives de la ville sont présentes. Derrière lui, le Suisse Eugène Ryter et l'Estonien Alfred Schmidt sont départagés par un barrage remporté par ce dernier. L'Estonien Alfred Neuland remporte l'épreuve des poids légers devant les Belges Louis Williquet et Florimond Rooms et devient le premier champion olympique de l'histoire de son pays. Neuland remporte la médaille d'argent chez poids moyens en 1924,.
La catégorie des poids moyens est dominée par le Français Henri Gance. Un barrage pour la deuxième place est disputé par l'Italien Pietro Bianchi et le Suédois Albert Pettersson mais ils atteignent tous les deux 107,5 kg en effectuant un épaulé-jeté à deux bras. Le résultat est donc tiré au sort et Bianchi reçoit la médaille d'argent. Chez les poids mi-lourds, le Français Ernest Cadine remporte la médaille d'or devant le Suisse Fritz Hünenberger et le Suédois Erik Pettersson. Hünenberger réalise le même résultat aux Jeux olympiques de 1924. La catégorie des poids lourds ne compte que six participants ; l'Italien Filippo Bottino est champion olympique devant le Luxembourgeois Joseph Alzin et le Français Léon Bernot.

#### Hockey sur gazon

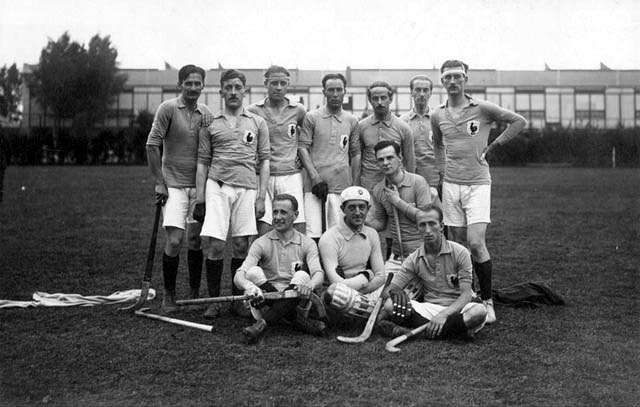
L'équipe de France termine au quatrième et dernier rang.

Le tournoi de hockey sur gazon a lieu du 1er au 5 septembre dans le stade olympique. Chacune des quatre équipes affronte les trois autres. Les Britanniques sont menés par Stanley Shoveller, déjà champion olympique en 1908 et seul joueur présent en 1908 et en 1920. Ils battent largement le Danemark (5-1) et la Belgique (12-1) et gagnent par forfait contre la France ; ils sont donc champions olympiques. Le Danemark et la Belgique battent tous les deux la France et c'est le Danemark qui gagne leur confrontation sur le score de 5-2 ; les Danois sont donc médaillés d'argent et les Belges médaillés de bronze.
Parmi les joueurs de l'équipe belge se trouve l'Anversois Fernand de Montigny, déjà médaillé olympique en escrime, qui remporte une médaille dans une deuxième discipline. Il a aussi dessiné avec Louis Somers les plans du stade olympique où se déroule le tournoi. L'entraîneur de l'équipe belge championne olympique de football, le baron Raoul Daufresne de La Chevalerie, se trouve également dans l'équipe médaillée de bronze de hockey sur gazon.

#### Hockey sur glace

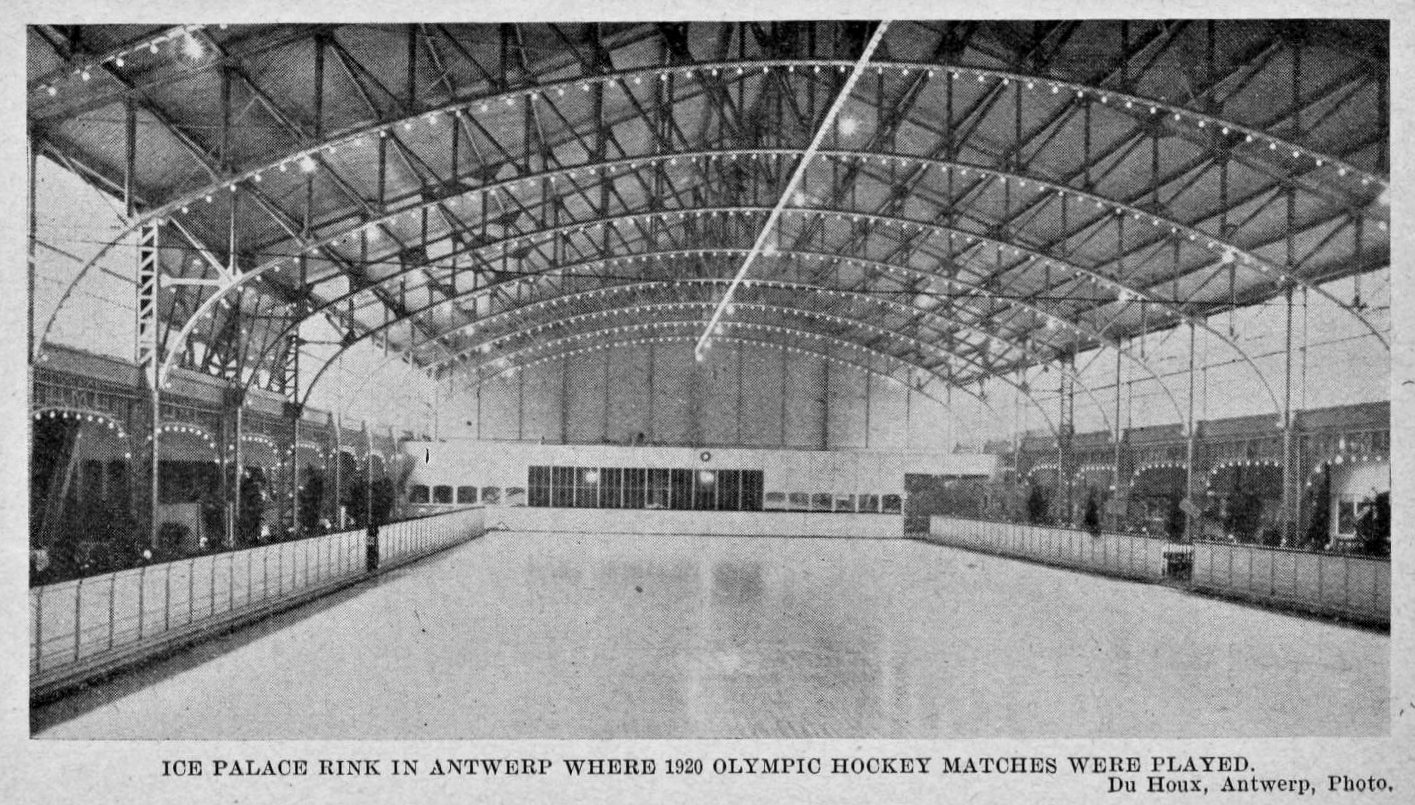
Les matchs de hockey sont joués dans le palais de glace d'Anvers.

Le premier tournoi olympique de hockey sur glace de l'histoire est disputé au palais de glace d'Anvers du 23 au 29 avril. Ce sport sera ensuite intégré à la « semaine internationale des sports d'hiver » organisée en 1924 à Chamonix et reconnue par la suite comme les premiers Jeux olympiques d'hiver. Sept équipes et 61 joueurs participent au tournoi joué selon le système Bergvall : après la finale, les trois équipes battues par le vainqueur disputent un tournoi pour la médaille d'argent puis les équipes ayant perdu contre le médaillé d'or ou le médaillé d'argent jouent pour la médaille de bronze. Les matchs sont disputés par sept joueurs de chaque côté en deux périodes de 20 minutes. L'équipe des Falcons de Winnipeg représente le Canada après avoir gagné le championnat national amateur, la Coupe Allan. D'origine islandaise pour la plupart, les Falcons gagnent pour le Canada en battant la plupart de leurs adversaires sur des scores fleuves,. C'est le premier des six titres du Canada remportés lors des sept premiers tournois olympiques.

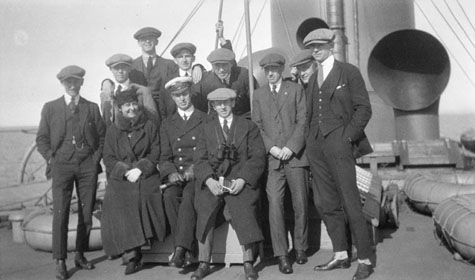
Les Falcons de Winnipeg remportent le premier tournoi olympique de hockey.

En quart de finale la Belgique affronte l'équipe suédoise composée majoritairement de joueurs de bandy n'ayant jamais joué au hockey avant 1920. La Suède bat pourtant le pays hôte sur le score de 8-0 en pratiquant un jeu extrêmement physique. Les États-Unis et le Canada éliminent facilement leur premier adversaire, respectivement la Suisse (29-0) et la Tchécoslovaquie (15-0). La France commence le tournoi en demi-finale et perd contre la Suède sur le score de 4-0. La demi-finale jouée contre les États-Unis est le seul match serré du Canada. Le score est toujours nul à la mi-temps mais les Falcons gagnent finalement par deux buts à zéro. Les Canadiens battent ensuite la Suède en finale sur le score de 12-1 et gagnent la médaille d'or. Le capitaine canadien Frank Fredrickson marque huit buts pendant la finale.
Les trois équipes battues par le Canada jouent ensuite pour la deuxième place. Les États-Unis battent la Suède (7-0) et la Tchécoslovaquie (16-0) et remportent la médaille d'argent. Finalement les équipes ayant perdu contre le Canada ou les États-Unis se disputent la médaille de bronze. La Suède bat la Suisse sur le score de 4-0 mais perd contre la Tchécoslovaquie par un but à zéro. Les Tchécoslovaques qui n'ont marqué aucun but avant ce match obtiennent la médaille de bronze.

#### Lutte

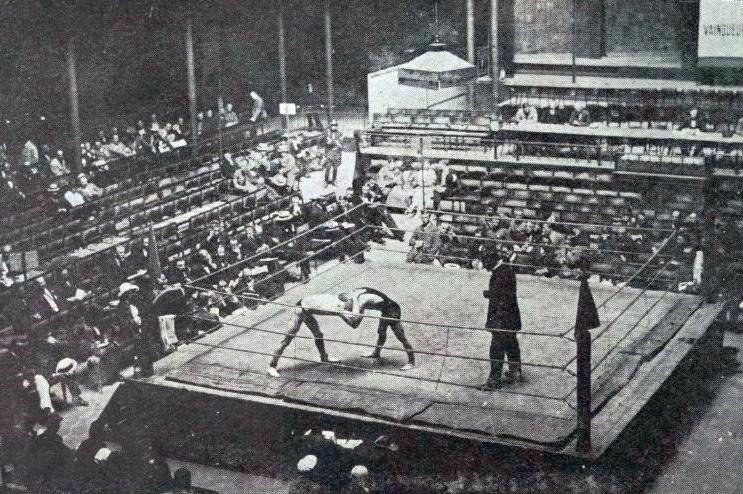
Combat de lutte dans la salle des fêtes de la Société royale de zoologie.

Les combats de lutte ont lieu dans la salle des fêtes de la Société royale de zoologie du 16 au 27 août. La lutte professionnelle est très populaire à Anvers mais ce n'est pas le cas de la lutte amateur disputée aux Jeux olympiques. Les dix tournois (lutte gréco-romaine et lutte libre avec cinq catégories de poids) sont disputés par un total de 155 lutteurs venant de 19 nations. C'est la deuxième fois après 1908 que les deux styles sont présents aux Jeux olympiques. En l'absence des Allemands, Autrichiens et Hongrois, les lutteurs d'Europe du Nord dominent les compétitions. Les Finlandais remportent cinq des dix titres olympiques mis en jeu,.
Les premiers combats de lutte gréco-romaine durent deux fois 10 minutes avec une prolongation possible de 20 minutes mais des rounds supplémentaires de 10 minutes sont parfois ajoutés. Un combat se termine par tombé lorsqu'un lutteur maintient les épaules de son adversaire sur le sol ou par une décision des juges. Après le premier jour, les combats sont réduits à un round de 10 minutes avec une prolongation de 15 minutes si nécessaire. Le podium est déterminé selon le système Bergvall : les lutteurs éliminés par le vainqueur disputent un tournoi pour la médaille d'argent puis les lutteurs battus par le premier ou le deuxième jouent pour la médaille de bronze. Dans la catégorie des poids plumes, le Finlandais Oskari Friman devient champion olympique après avoir éliminé ses quatre adversaires en moins de huit minutes. Son compatriote Heikki Kähkönen est médaillé d'argent et le Suédois Fritiof Svensson médaillé de bronze. Le Finlandais Emil Väre remporte quatre de ses cinq combats par tombé et conserve son titre olympique obtenu en 1912 dans la catégorie des poids légers. Le podium est complété par Taavi Tamminen, également finlandais, et le Norvégien Frithjof Andersen. Chez les poids moyens le Suédois Carl Westergren remporte le premier de ses trois titres olympiques qu'il obtient dans trois catégories différentes. Les deux autres médaillés sont finlandais : le perdant de la finale Arthur Lindfors tombé après 31 min 25 s gagne ensuite la médaille d'argent et le médaillé de bronze est Masa Perttilä. Le Suédois Claes Johanson, champion olympique des poids moyens en 1912, remporte le titre des poids mi-lourds en 1920. Le Finlandais Edil Rosenqvist termine au deuxième rang et le Danois Johannes Eriksen au troisième rang. Chez les poids lourds, le Finlandais Adolf Lindfors gagne la finale en faisant tomber le Suédois Anders Ahlgren après 47 min 38 s. Ahlgren est si épuisé qu'il déclare forfait et ne participe pas au tournoi pour la médaille d'argent remporté par le Danois Poul Hansen. Le Finlandais Martti Nieminen est médaillé de bronze.
Les combats de lutte libre sont disputés en un round de 10 minutes, à l'exception des finales décidées sur trois rounds. Les tournois sont à élimination directe et sont conclus par une finale et un match pour la médaille de bronze. Chez les poids légers, la finale est disputée entre les Américains Charles Ackerly et Samuel Gerson, capitaines du club de lutte dans leur université respective. Ils ont gagné chacun une fois lors de leurs confrontations dans des tournois universitaires et c'est Ackerly qui gagne le titre olympique. La médaille de bronze revient au Britannique Bernard Bernard. En finale des poids légers le Finlandais Kalle Anttila qui dispute son premier tournoi international bat le Suédois Gottfrid Svensson, déjà présent en 1912. Le Britannique Peter Wright remporte le match pour la médaille de bronze. Chez les poids moyens le Finlandais Eino Leino bat en finale son compatriote Väinö Penttala et gagne la première de ses quatre médailles olympiques. La médaille de bronze est remportée par l'Américain Charles Johnson. Dans la catégorie des mi-lourds, le Suisse Charles Courant gagne sa demi-finale mais se blesse à la cheville. Il essaie de combattre en finale mais doit abandonner et laisser la médaille d'or au Suédois Anders Larsson. L'Américain Walter Maurer est troisième. Finalement, le champion de lutte suisse Robert Roth devient champion olympique chez les poids lourds. Le médaillé d'argent, l'Américain Nat Pendleton, devient acteur. Il apparaît dans 109 films entre 1924 et 1947, dont L'Introuvable et Plumes de cheval. Le match pour la troisième place se termine par une égalité et deux médailles de bronze sont remises à l'Américain Fred Meyer et au Suédois Ernst Nilsson.

#### Natation

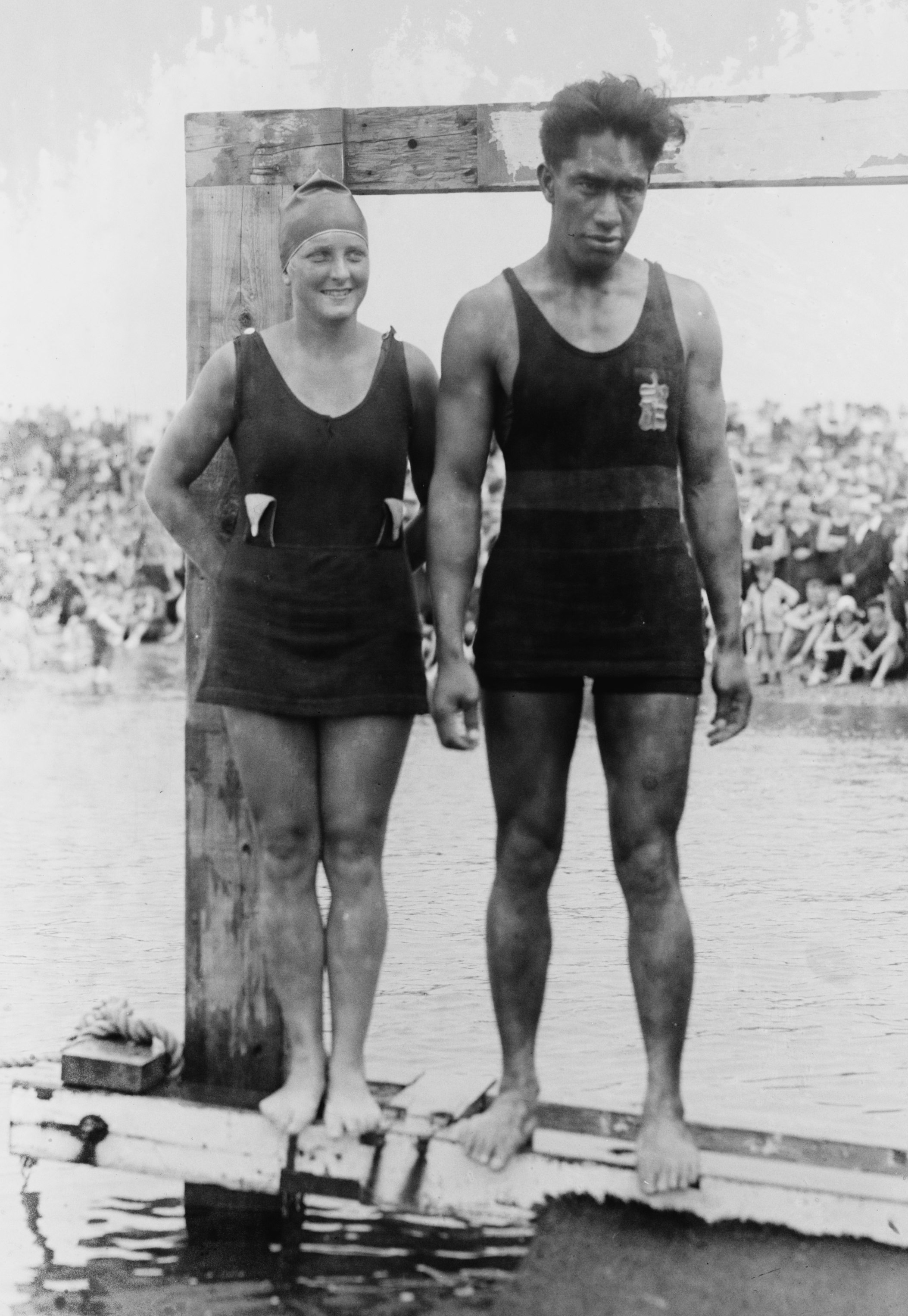
L'Américaine Ethelda Bleibtrey remporte les trois épreuves féminines et son compatriote Duke Kahanamoku obtient deux médailles d'or à Anvers (photographie de 1915).

Les épreuves de natation sont disputées dans le stade nautique d'Anvers par 116 participants (92 hommes et 24 femmes) venant de 19 pays. Elles ont lieu du 22 au 29 août. L'eau est très sombre et froide, et, à cause du mauvais temps, les nageurs vont se réchauffer le plus vite possible après chaque course. Les compétitions sont dominées par les Américains, qui remportent huit des dix titres olympiques.
L'Américain d'origine hawaïenne Duke Paoa Kahinu Mokoe Hulikohola Kahanamoku (appelé Duke Kahanamoku) détient le titre olympique du 100 mètres nage libre depuis 1912. En 1920, il gagne la finale devant Pua Kealoha et William Harris, également hawaïens, en établissant un nouveau record du monde (1 min 0,4 s). Cependant, l'Australien William Herald dit avoir été gêné par l'Américain Norman Ross et dépose une réclamation ; la finale est disputée à nouveau sans Ross. Le podium reste le même et Kahanamoku devient le premier nageur à conserver le titre olympique du 100 m nage libre. Né dans le royaume d'Hawaï en 1890 et citoyen américain depuis l'annexion de l'archipel par les États-Unis en 1898, Kahanamoku est devenu un champion de la natation en améliorant la technique du crawl. Il est également connu pour présenter, en parallèle des démonstration de natation, des exhibitions de surf qui font découvrir cette discipline à un large public sur les côtes des États-Unis et de l'Australie ce qui lui vaut le surnom de « père du surf moderne ».
Norman Ross remporte facilement la finale du 400 mètres nage libre après l'abandon de l'Australien Frank Beaurepaire parti trop vite. Il devance son compatriote Ludy Langer et le Canadien George Vernot. Lors de la finale du 1 500 mètres nage libre, Ross rattrape Vernot et le dépasse après 900 mètres ; il gagne à nouveau aisément avec 12 mètres d'avance sur Vernot et 20 sur Beaurepaire. Menés par Kahanamoku et Ross, les Américains remportent facilement la finale du relais 4 × 200 mètres nage libre en établissant un nouveau record du monde. Ils devancent les Australiens de 21 secondes et les Britanniques de 32,8 secondes.
L'Américain Warren Kealoha établit un nouveau record du monde lors des demi-finales du 100 mètres dos. Il remporte ensuite la finale devant son compatriote Ray Kegeris et le Belge Gérard Blitz. Le 200 mètres et le 400 mètres brasse sont les seules courses qui échappent aux Américains : le Suédois Håkan Malmrot gagne les deux courses sans difficulté devant son compatriote Thor Henning et le Finlandais Arvo Aaltonen.
L'Américaine Ethelda Bleibtrey remporte les trois épreuves féminines au programme (100 m, 300 m et 4 × 100 m nage libre). Elle bat par ailleurs le record du monde à chaque course, améliorant de près de trois secondes le record du 100 mètres nage libre détenu jusque-là par l'Australienne Fanny Durack. Ce sont également des Américaines qui remportent les médailles d'argent et de bronze des deux courses individuelles : Irene Guest et Frances Schroth lors du 100 mètres et Margaret Woodbridge et Frances Schroth lors du 300 mètres dont c'est la seule apparition aux Jeux olympiques. Les Britanniques sont deuxièmes du relais avec 29,2 secondes de retard et les Suédoises terminent au troisième rang.

#### Patinage artistique

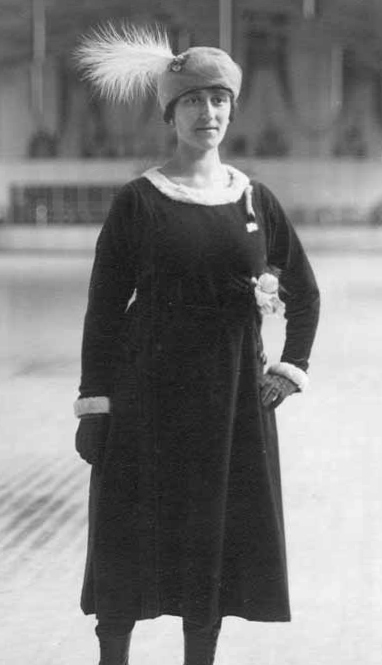
Magda Julin remporte le concours féminin.

Le patinage artistique fait son retour aux Jeux olympiques après une première apparition à Londres en 1908. Les trois épreuves (hommes, femmes et couples) ont lieu du 24 au 27 avril au palais de glace d'Anvers. Elles sont disputées par 14 hommes et 12 femmes venant de huit nations. Les champions olympiques présentent à nouveau leur programme libre le 29 avril lors d'une exhibition où le président du comité d'organisation, Henri de Baillet-Latour, distribue les prix.
Le Suédois Gillis Grafström est classé premier tant pour les figures imposées que lors du programme libre. Il remporte ainsi le premier de ses trois titres olympiques, puisqu'il est également champion olympique en 1924 et en 1928 et médaillé d'argent en 1932. Il devance les Norvégiens Andreas Krogh et Martin Stixrud. Le Suédois Ulrich Salchow, champion olympique en 1908, termine au quatrième rang.
Les notations des patineuses diffèrent beaucoup et la Suédoise Magda Julin devient championne olympique alors qu'aucun des cinq juges ne l'a placée au premier rang. Sa compatriote Svea Norén est médaillée d'argent et l'Américaine Theresa Weld-Blanchard médaillée de bronze. Cette dernière est la favorite de la presse locale mais plusieurs juges considèrent que certains de ses sauts ne sont pas convenables pour une femme car ils font remonter sa jupe jusqu'aux genoux,. Elle aurait obtenu la médaille d'argent si le classement avait été établi selon le score total au lieu de la somme des rangs.
Les Finlandais Ludowika et Walter Jakobsson, favoris de la compétition des couples après avoir été champions du monde en 1911 et en 1914, sont classés au premier rang à l'unanimité des juges. Le podium est complété par les Norvégiens Alexia et Yngvar Bryn et les Britanniques Phyllis Johnson et Basil Williams. Phyllis Johnson a gagné la médaille d'argent en 1908 avec un autre partenaire et Yngvar Bryn a également participé aux épreuves d'athlétisme des Jeux olympiques de 1900,.

#### Pentathlon moderne

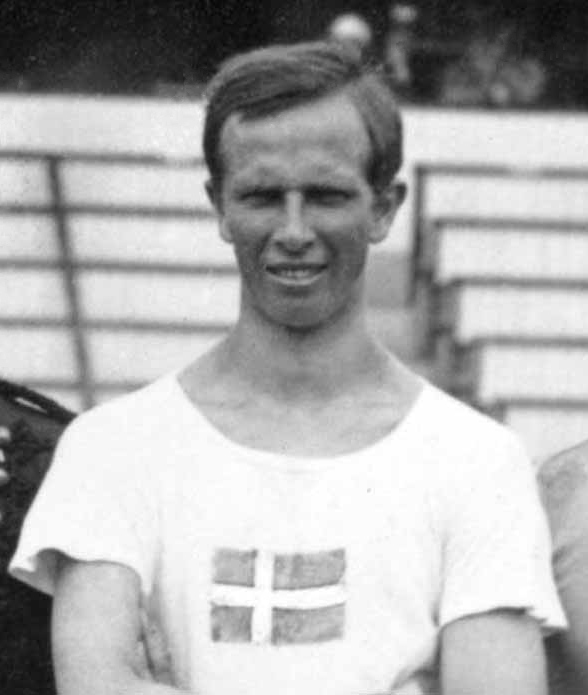
Le Suédois Gustaf Dyrssen est champion olympique du pentathlon moderne.

L'épreuve du pentathlon moderne est disputée par 23 athlètes venant de huit pays du 24 au 27 août. Elle est dominée par les Suédois qui prennent les quatre premières places. Erik de Laval remporte la première compétition qui consiste en quatre séries de cinq coups tirés au pistolet. Gösta Runö prend la première place après le 300 mètres nage libre. Gustaf Dyrssen prend ensuite la tête du classement après le tournoi d'escrime à l'épée et la garde après le cross à cheval de 5 000 mètres et le cross de 4 000 mètres. Le podium final, établi en additionnant les positions des athlètes obtenues lors des cinq compétitions, est le suivant : Dyrssen est champion olympique avec 18 points devant de Laval (23 points) et Runö (27 points).

#### Plongeon

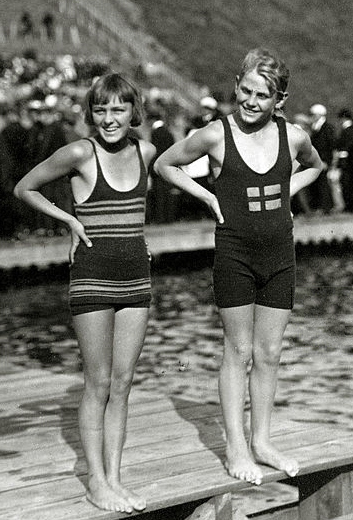
Aileen Riggin et Nils Skoglund sont tous les deux médaillés à l'âge de 14 ans.

Les cinq épreuves de plongeon sont disputées dans les eaux sombres et froides du stade nautique d'Anvers par 53 athlètes (35 hommes et 18 femmes) venant de 14 pays. Les hommes et les femmes participent aux épreuves des plongeons ordinaires et des plongeons du tremplin alors que l'épreuve des plongeons variés est uniquement masculine. L'épreuve des plongeons ordinaires est composée de quatre plongeons : un en courant et un en étant debout depuis deux plateformes : 5 et 10 mètres pour les hommes et 4 et 8 mètres pour les femmes. Celle des plongeons variés consiste en huit plongeons (dont quatre imposés) depuis les hauteurs de 5 et 10 mètres. L'épreuves des plongeons du tremplin est composée de douze plongeons (six imposés, quatre libres et deux tirés au sort) depuis les plateformes de 1 et 3 mètres.
Les Suédois prennent les quatre premières places du plongeon ordinaire : Arvid Wallman devance Nils Skoglund, Johan Jansson et Erik Adlerz. Nils Skoglund a alors 14 ans et 11 jours ; il est toujours en 2020 le plus jeune médaillé olympique de l'histoire dans une épreuve masculine individuelle,. L'épreuve des plongeons variés est remportée par le favori américain Clarence Pinkston devant Erik Adlerz et l'Américain Hal Haig Prieste. Les plongeons du tremplin sont dominés par les Américains qui s'adjugent les trois médailles : Louis Kuehn devance Clarence Pinkston et Louis Balbach.
L'épreuve des plongeons ordinaires est remportée par la Danoise Stefanie Clausen devant la Britannique Beatrice Armstrong et la Suédoise Ewa Olliwier. Seules quatre plongeuses, toutes américaines, participent aux plongeons du tremplin. La médaillée d'or Aileen Riggin et la médaillée d'argent Helen Wainwright deviennent les plus jeunes médaillées olympiques de l'histoire jusque-là. Elles sont âgées de respectivement 14 ans et 120 jours et 14 ans et 168 jours. Thelma Payne est médaillée de bronze. Aileen Riggin est également la plus petite athlète des Jeux olympiques de 1920 : elle mesure 1,40 m et pèse 29,5 kg.

#### Polo
Le tournoi de polo a lieu à l'hippodrome d'Ostende du 25 au 31 juillet. Quatre équipes de quatre joueurs y participent. En demi-finale l'Espagne bat les États-Unis sur le score de 13-3 et la Grande-Bretagne élimine la Belgique sous la pluie sur le score de 8-3. Les États-Unis remportent le match pour la troisième place par onze buts à trois contre la Belgique. La finale est serrée : la Grande-Bretagne gagne sur le score de 13-11 contre l'Espagne.

#### Rugby à XV

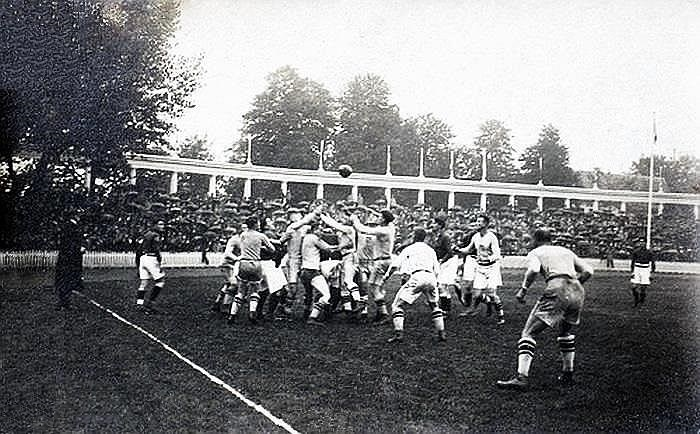
Le match États-Unis - France au stade olympique.

L'épreuve de rugby à XV consiste en un seul match disputé le 5 septembre au stade olympique entre les États-Unis et la France. L'équipe des États-Unis est composée d'étudiants venant de différentes universités californiennes et l'équipe de France est formée par des joueurs venant de quatre clubs parisiens. La rencontre se déroule sous la pluie devant 20 000 spectateurs. Aucun point n'est marqué pendant la première période. Au milieu de la seconde période l'Américain Dink Templeton ouvre le score avec un coup de pied d'arrêt de volée qui rapporte trois points. Puis Lou Hunter marque un essai qui est ensuite transformé. Les États-Unis remportent donc la rencontre sur le score de 8-0. Membre de l'équipe américaine, Morris Kirksey a également participé aux épreuves d'athlétisme : il a remporté la médaille d'argent du 100 mètres et la médaille d'or du relais 4 × 100 mètres. Daniel Carroll devient champion olympique pour un deuxième pays après avoir fait partie de l'équipe australienne vainqueur en 1908.

#### Tennis

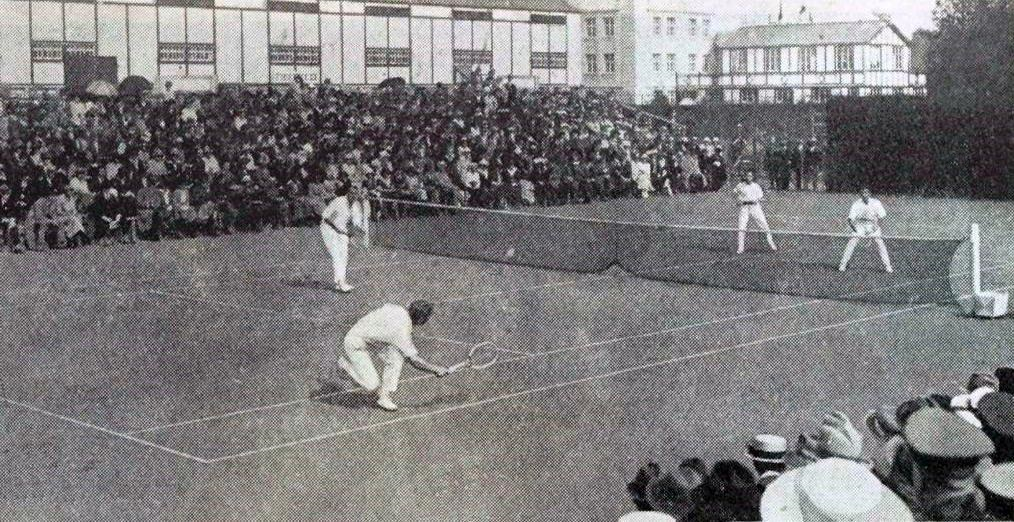
Match du double messieurs.

Les cinq tournois de tennis ont lieu sur des nouveaux courts installés à côté du stade olympique du 16 au 24 août. Ils sont disputés par 75 joueurs (52 hommes et 23 femmes) venant de quatorze pays, les Américains étant absents car ils participent aux mêmes dates à leur championnat national. Les épreuves sont marquées par les performances de la Française Suzanne Lenglen qui remporte trois médailles dont deux d'or. Surnommée « la Divine », elle est considérée comme l'une des meilleures joueuses de l'histoire avec 241 titres dont six fois le tournoi de Wimbledon en simple et 181 rencontres gagnées à la suite,.
Le simple messieurs se déroule en l'absence des trois meilleurs joueurs du monde. Le jeu décisif n'existe pas encore et, au deuxième tour, le Britannique Gordon Lowe gagne sa partie contre le Grec Ávgoustos Zerléndis après cinq manches et 76 jeux pour une durée totale d'environ six heures (14-12, 8-10, 5-7, 6-4, 6-4). Ce match est toujours le plus long de l'histoire olympique en 1996 lors du passage à des matchs en deux sets gagnants (à l'exception des finales). En demi-finale, le Sud-Africain Louis Raymond perd les deux premières manches contre le Britannique Oswald Turnbull puis gagne les trois suivantes et se qualifie pour la finale. Il y bat en quatre manches le Japonais Ichiya Kumagae et devient champion olympique. Le Sud-Africain Charles Winslow est médaillé de bronze.
Lors du double messieurs, les Britanniques Oswald Turnbull et Max Woosnam gagnent la finale en quatre manches contre les Japonais Ichiya Kumagae et Seiichiro Kashio, alors que les Français Max Decugis et Pierre Albarran remportent la médaille de bronze. Woosnam est un athlète polyvalent puisqu'il pratique également à haut niveau le football et le cricket.

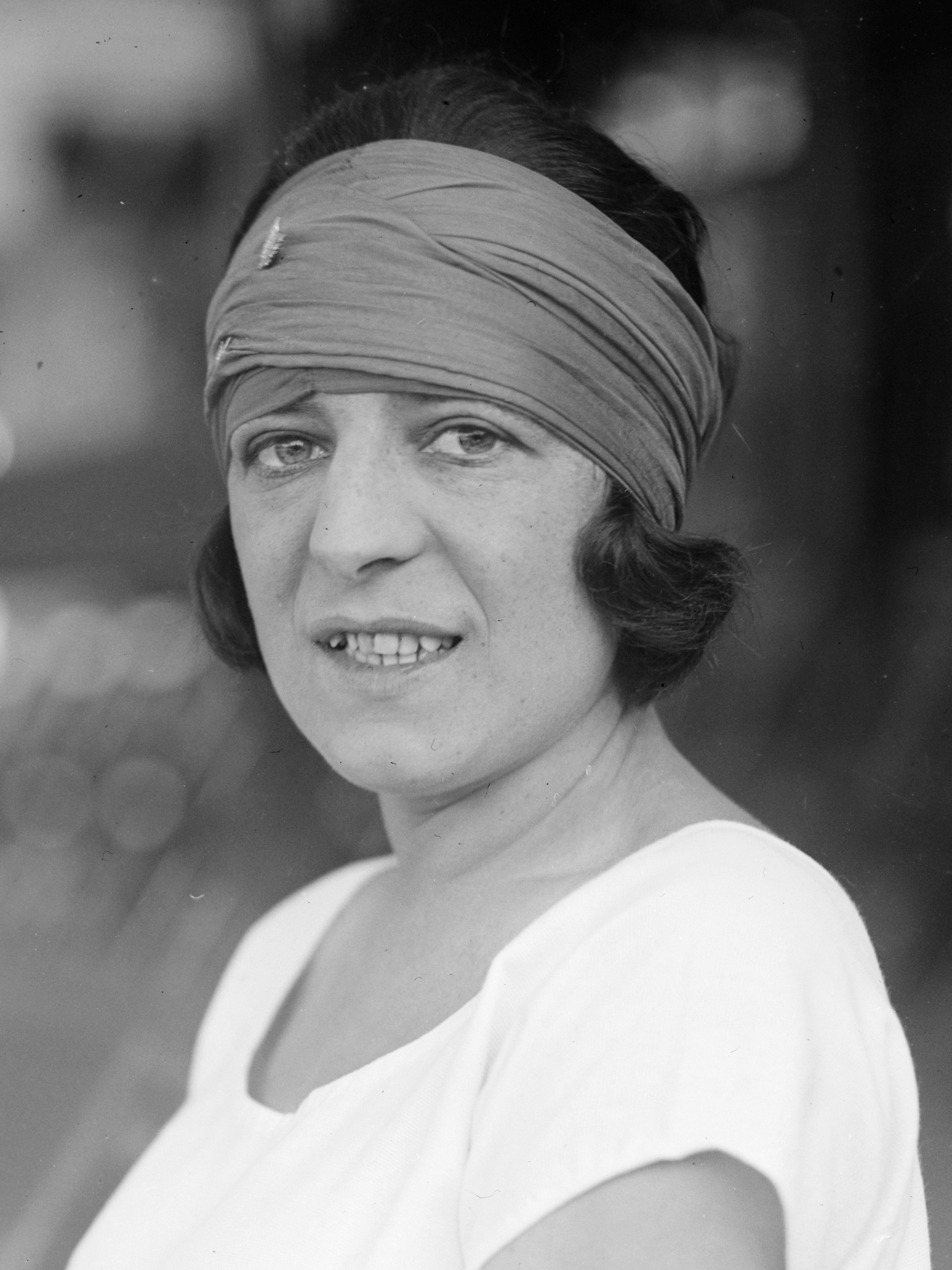
Portrait de Suzanne Lenglen.

Âgée de 21 ans, la Française Suzanne Lenglen est favorite simple dames car elle a remporté le tournoi de Wimbledon en 1919 et en 1920 et le Championnat de France en 1920. Elle domine largement le tournoi puisqu'elle ne perd que quatre jeux en dix manches disputées : après deux tours gagnés sans concéder de jeu, elle élimine en demi-finale la Suédoise Sigrid Fick sur le score de 6-0, 6-1 et bat en finale la Britannique Edith Dorothy Holman sur le score de 6-3, 6-0. La Britannique Kitty McKane est médaillée de bronze.
Lors du double dames, le premier de l'histoire des Jeux, Suzanne Lenglen et Élisabeth d'Ayen perdent de peu leur demi-finale contre les Britanniques Kitty McKane et Winifred McNair en trois manches sur le score de 6-2, 3-6, 6-8. Elles gagnent ensuite la médaille de bronze sans jouer car leurs adversaires du match pour la troisième place déclarent forfait. McKane et McNair, âgée de 43 ans, gagnent la finale contre leurs compatriotes Winifred Beamish et Edith Dorothy Holman sur le score de 8-6, 6-4.
Pour le double mixte, Suzanne Lenglen est associée à Max Decugis, médaillé d'argent du double messieurs lors des Jeux olympiques de 1900 et vainqueur du double messieurs du tournoi de Wimbledon 1911. Les deux Français remportent la finale contre les Britanniques Kathleen McKane et Max Woosnam sur le score de 6-4, 6-2 et deviennent champions olympiques en ayant perdu une seule manche pendant le tournoi. McKane obtient donc une médaille de chaque métal lors de ces Jeux. Les Tchécoslovaques Milada Skrbková et Ladislav Žemla sont médaillés de bronze,.

#### Tir

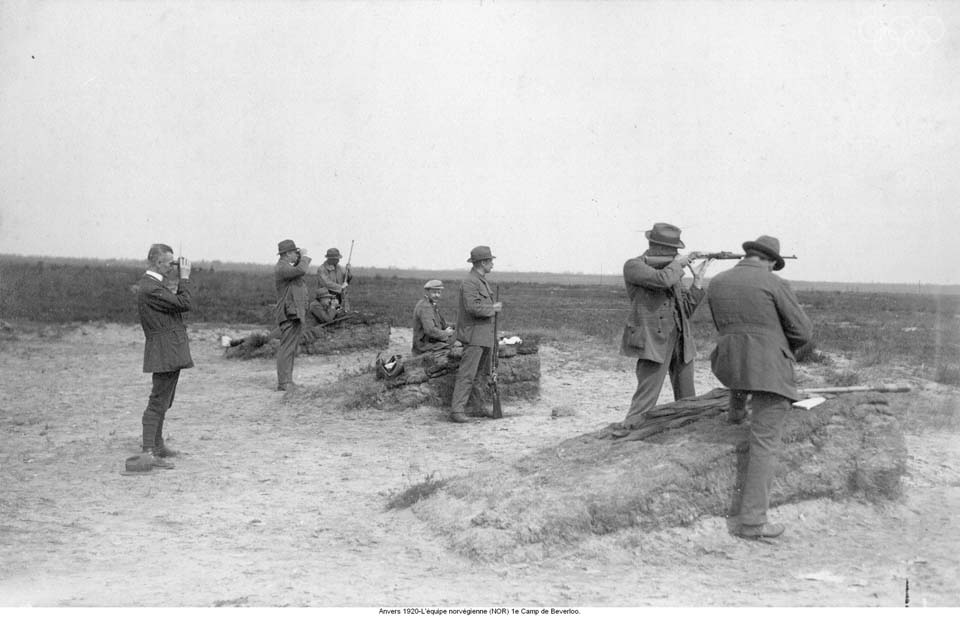
Équipe norvégienne au camp de Beverloo.

Vingt-et-une épreuves de tir sont au programme des Jeux de 1920, ce qui constitue un record historique. La plupart d'entre elles sont disputées au camp de Beverloo sur un champ de tir d'entraînement de l'armée belge. Le terrain est accidenté et exposé au vent et les participants tirent depuis des pyramides d'où ils peuvent voir les cibles. Les épreuves de tir aux pigeons et de tir au cerf courant ont lieu au Country Club de Hoogboom près de Kapellen. Au total, 234 tireurs de 18 pays participent aux compétitions entre le 22 juillet et le 3 août. Pour la plupart des concours, après l'épreuve par équipes les tireurs peuvent garder le même score pour l'épreuve individuelle ou effectuer un tir supplémentaire. Les Américains remportent 13 des 21 médailles d'or.
Lors du premier tir, debout, de l'épreuve de la carabine libre trois positions à 300 mètres, l'Américain Morris Fisher vise pendant 20 minutes sans tirer à cause de sa nervosité. Son entraîneur lui ordonne alors de tirer et il remporte finalement l'épreuve grâce à son excellent score en position assise. Les Américains qui utilisent des Springfield remportent également l'épreuve par équipes, devant la Norvège et la Suisse. La plupart des Européens tirent avec des Schützen,. Les États-Unis gagnent le tir à la carabine d'ordonnance à 300 mètres en position couchée par équipes devant la France et la Finlande. Le Norvégien Otto Olsen remporte le concours individuel grâce à son score parfait de 60. C'est l'une de ses cinq médailles qu'il totalise pendant ces Jeux. Lors du tir à la carabine d'ordonnance à 600 mètres en position couchée par équipes les États-Unis, l'Afrique du Sud et la Suède terminent à égalité avec 287 points. Après les tirs supplémentaires la Suède est troisième mais les deux autres nations sont toujours à égalité. Après le dernier tour, les Américains remportent la médaille d'or et l'Afrique du Sud la médaille d'argent. Au concours individuel, quatre tireurs sont à égalité avec 59 points. Après les tirs supplémentaires, les Suédois Hugo Johansson et Mauritz Eriksson, déjà médaillés en 1912, terminent premier et deuxième. Lors du tir à la carabine d'ordonnance debout à 300 mètres par équipes, le Danemark gagne assez facilement devant les États-Unis et la Suède. Pour l'épreuve individuelle, l'Américain Carl Osburn décide de retirer et améliore son score de 53 à 56, ce qui lui permet d'obtenir la médaille d'or. Il obtient au total six médailles lors des Jeux d'Anvers. Son compatriote Lawrence Nuesslein qui a réalisé un score de 56 retire également mais son score passe à 54 ; il devient médaillé de bronze après un tir supplémentaire. L'épreuve de la carabine d'ordonnance à 300 et 600 mètres en position couchée par équipes est remportée par les États-Unis devant la Norvège et la Suisse. Les Américains dominent également le tir debout à la petite carabine à 50 mètres : ils gagnent l'épreuve par équipes devant la Suède et la Norvège ainsi que les trois médailles individuelles.

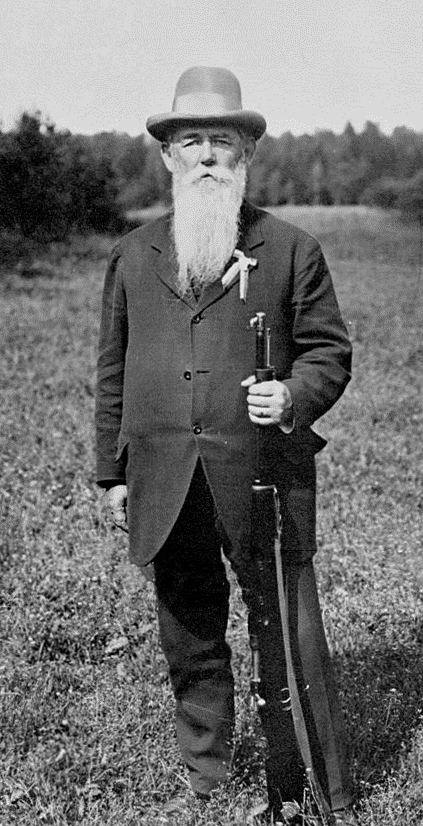
Le Suédois Oscar Swahn, ici en 1912, est le participant et le médaillé olympique le plus âgé de l'histoire depuis 1920.

Les États-Unis remportent facilement le tir au pistolet d'ordonnance à 30 mètres devant la Grèce et la Suisse. Guilherme Paraense, qui utilise un pistolet Smith & Wesson, gagne le concours individuel et devient le premier Brésilien champion olympique de l'histoire. Pendant l'épreuve du tir au pistolet libre à 50 mètres par équipes, on remarque que les Brésiliens sont en fait à 45 mètres des cibles et les Américains à 54 mètres. Les deux équipes recommencent et les Américains remportent le concours devant la Suède et le Brésil. L'Américain Karl Frederick gagne l'épreuve individuelle devant le Brésilien Afrânio da Costa qui a utilisé un Colt prêté par l'équipe américaine.
Le but du tir aux pigeons d'argile (ou fosse olympique) est d'atteindre depuis une distance de 15 mètres les cent cibles projetées en l'air pendant les quatre manches. Les Américains dominent l'épreuve individuelle puisque Mark Arie prend la première place devant cinq compatriotes. Ils remportent facilement l'épreuve par équipes devant la Belgique et la Suède.
Lors du tir au cerf courant, les concurrents visent, depuis une distance de 100 mètres et avec une carabine, un cerf en métal qui parcourt une distance de 23 mètres en quatre secondes. Le tir au cerf courant coup simple est remporté par le Norvégien Otto Olsen devant le Suédois Alfred Swahn, déjà médaillé en 1908 et en 1912, et le Norvégien Harald Natvig. La Norvège gagne l'épreuve par équipes devant la Finlande et les États-Unis. Ce même pays remporte le tir au cerf courant coup double devant la Suède et la Finlande. Le Norvégien Ole Lilloe-Olsen obtient une troisième médaille d'or en devenant champion olympique de l'épreuve indidividuelle devant le Suédois Fredric Landelius et le Norvégien  Einar Liberg. Oscar Swahn, le père d'Alfred, est médaillé d'argent avec l'équipe suédoise. Déjà champion olympique le plus âgé de l'histoire depuis 1912, il bat les records de l'athlète olympique et du médaillé olympique le plus âgé en 1920 en gagnant une médaille à 72 ans et 281 jours. Ces trois records sont toujours d'actualité cent ans plus tard.

#### Tir à l'arc

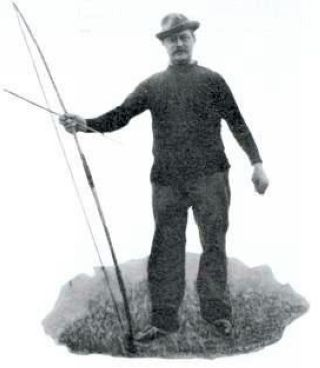
Le Belge Hubert Van Innis remporte six médailles dont quatre d'or à Anvers (date de la photo inconnue).

Les dix épreuves de tir à l'arc ont lieu du 3 au 5 août au parc des Rossignols. Comme le CIO n'a donné aucune indication à propos de ce concours, le comité exécutif a décidé « de le faire disputer selon les deux modes en usage en Belgique et [a confié] l'élaboration du programme et des règles aux Fédérations belges compétentes »,. Les deux catégories d'épreuves sont le tir au berceau où les participants visent une cible représentée par des cercles concentriques et le tir à la perche où le but est d'atteindre des oiseaux artificiels disposés sur des perches à une hauteur de 31 mètres. Les compétitions de tir à l'arc comptent 30 participants venant de Belgique, de France et des Pays-Bas. Les Belges obtiennent huit des dix titres olympiques, l'athlète le plus médaillé étant Hubert Van Innis,.
Pour le tir au berceau, le règlement indique que chaque pays est représenté lors de l'épreuve individuelle par son archer le plus performant de l'épreuve par équipes. Les équipes sont composées de huit membres qui tirent 60 flèches chacun alors que pendant les épreuves individuelles les archers tirent 20 flèches chacun. Le tir à 28 mètres par équipes est remporté par les Pays-Bas devant la Belgique et la France et le Belge Hubert Van Innis bat facilement le Français Léonce Quentin lors de l'épreuve individuelle qui ne compte aucun participant néerlandais. À 33 mètres la Belgique gagne l'épreuve par équipes devant la France et sur le plan individuel Van Innis devance cette fois Julien Brulé. À 50 mètres également, la Belgique est championne olympique par équipes devant la France. Van Innis a réalisé le meilleur score de la compétition par équipes mais lors du concours individuel il est battu par Brulé. Hubert Van Innis compte donc quatre médailles d'or et deux d'argent. Déjà médaillé trois fois aux Jeux olympiques de 1900, il est âgé de 54 ans en 1920 et porte son total à neuf médailles dont six d'or. Un siècle plus tard il est toujours l'archer le plus médaillé de l'histoire olympique, ainsi que le Belge le plus titré aux Jeux olympiques.
Le tir à la perche est disputé uniquement par des athlètes belges. L'équipe belge, composée de six archers, gagne donc les épreuves par équipes du tir vers les petits oiseaux et du tir vers les grands oiseaux. Au niveau individuel, le tir vers les petits oiseaux est remporté par Edmond Van Moer devant Louis Van de Perck et Joseph Hermans alors que le titre du tir vers les grands oiseaux est obtenu par Edmond Cloetens devant Louis Van de Perck et Firmin Flamand.

#### Tir à la corde

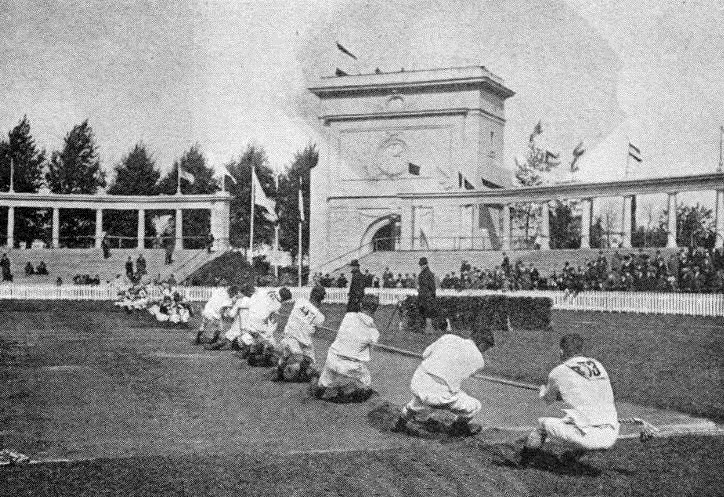
Les Britanniques remportent l'épreuve du tir à la corde.

Le tir à la corde, déjà programmé de 1900 à 1912, apparaît pour la dernière fois aux Jeux olympiques en 1920. Le tournoi a lieu du 17 au 20 août dans le stade olympique d'Anvers. Cinq équipes de huit athlètes disputent le tournoi selon le système Bergvall : un tournoi à élimination directe détermine le vainqueur puis les équipes battues par ce dernier participent à un tournoi pour la médaille d'argent et les équipes éliminées par le premier ou le deuxième se disputent finalement la médaille de bronze. Les équipes de huit participants s'affrontent en deux manches.
L'équipe britannique, notamment composée de membres de la police de Londres, élimine les États-Unis lors du premier tour puis la Belgique en demi-finale et les Pays-Bas en finale, à chaque fois sur le score de 2-0. Les deux manches de la finale durent 28,2 et 13,4 secondes. Trois Britanniques — Frederick Humphreys, Edwin Mills et John James Shepherd — gagnent en 1920 leur troisième médaille olympique après 1908 et 1912,.
Le vainqueur de la médaille d'argent reste incertain pendant de nombreuses années à cause d'incohérences dans le rapport officiel qui l'attribue aux Pays-Bas ou aux États-Unis selon les pages. Dans les années 1960, l'historien olympique Ton Bijkerk retrouve un participant néerlandais qui lui montre sa médaille d'argent et son diplôme obtenus en 1920. Une photographie prise avec ses objets permet à Bijkerk de prouver la deuxième place néerlandaise au CIO qui officialise ensuite ce résultat. La médaille de bronze est quant à elle remportée par la Belgique.

#### Voile

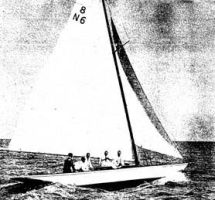
Le bateau norvégien Lyn, médaillé d'argent de l'épreuve du 8 mètres classe 1919.

Les épreuves de voile ont lieu au large d'Ostende du 7 au 10 juillet mais les deux dernières courses de la classe dériveur 12 pieds sont organisées aux Pays-Bas le 3 septembre. À Ostende, les courses sont disputées sur deux parcours triangulaires de 6 et 12 milles marins (11,1 et 22,2 kilomètres). Le classement est établi en additionnant les rangs des équipages obtenus lors des différentes manches et au maximum deux bateaux par pays peuvent s'inscrire à chaque épreuve. Seize épreuves sont programmées mais le 8,5 mètres classe 1919 et le 9 mètres classe 1907 sont annulés faute de participants. Six épreuves sont disputées par un seul équipage, cinq par deux équipages et pour deux épreuves on compte plus de deux bateaux. Une équipe britannique remporte selon le CIO la dernière épreuve, le dériveur 18 pieds, mais on ne sait pas si la régate a effectivement lieu, si le bateau atteint l'arrivée et si une médaille est remise. Cent navigateurs et une navigatrice venant de six nations participent aux régates. Les Norvégiens sont au nombre de 59 et décrochent sept titres olympiques dont cinq en n'ayant aucune concurrence,.
Deux équipages néerlandais participent dans la classe du dériveur 12 pieds. La deuxième manche disputée le 8 juillet est déclarée nulle à cause d'une bouée ayant été déplacée. Comme tous les participants viennent des Pays-Bas, le comité olympique belge demande au comité olympique néerlandais d'organiser les deuxième et troisième manches qui ont lieu le 3 septembre sur le Buiten-IJ près d'Amsterdam. Finalement, l'équipage du Beatrijs III devance celui du Boreas.
Quatre équipages participent au 6 mètres classe 1907. Le bateau belge Edelweiss II est premier devant le bateau norvégien Marmi et les deux autres équipages, à égalité après les trois manches, effectuent une manche supplémentaire pour se départager. Le bateau norvégien Stella prend la troisième place devant le bateau belge Suzy. Lors du 6 mètres classe 1919, le bateau norvégien Jo ne peut pas prendre le départ de la première manche à cause d'un dommage à un mât mais gagne les deux manches suivantes et devient champion olympique devant le bateau belge Tan-Fe-Pah. La première manche du 6,5 mètres classe 1919 n'a pas lieu car le bateau français Rose Pompon arrive en retard à Ostende. Les Néerlandais du bateau Oranje gagnent les deux manches suivantes et obtiennent la médaille d'or devant les Français médaillés d'argent. L'épreuve du 7 mètres classe 1907 est remportée par l'équipage britannique de l'Ancora devant les Norvégiens du Fornebo. Le bateau norvégien Irene est le seul participant du 8 mètres classe 1907 et reçoit la médaille d'or. Les Norvégiens du Sildra gagnent quant à eux l'or du 8 mètres classe 1919 devant leurs compatriotes du Lyn et les Belges de l'Antwerpia V. Les quatre épreuves suivantes sont remportées sans concurrence par les équipages norvégiens : le 10 mètres classe 1907 par Eleda, le 10 mètres classe 1919 par Mosk II, le 12 mètres classe 1907 par Atlanta et le 12 mètres classe 1919 par Heira II.
Deux épreuves sont disputées selon la jauge Square Metre Rule. La bateau suédois Kullan est titré dans la classe 30 m2 en tant qu'unique participant. Dans la classe 40 m2, les bateaux suédois Sif et Elsie sont tous les deux disqualifiés de la première manche pour être sortis du parcours. À cause d'un problème de matériel, Elsie ne termine pas la deuxième manche et ne prend pas le départ de la troisième. Sif est donc champion olympique et Elsie médaillé d'argent.

#### Water-polo

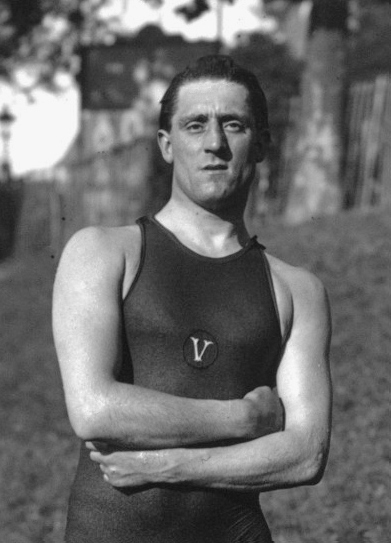
Paul Radmilovic, photographié en 1909, remporte pour la troisième fois le tournoi olympique avec l'équipe britannique.

Le tournoi de water-polo a lieu dans le stade nautique d'Anvers du 22 au 31 août. Douze équipes et 99 joueurs y participent. La Belgique élimine la Suisse sur le score de 11-0 puis les Pays-Bas et la Suède sur des scores plus serrés (2-1 et 5-3). Elle affronte en finale les Britanniques, champions en titre, qui ont largement battu l'Espagne (9-0) et les États-Unis (7-2). William Henry Dean ouvre le score pour les Britanniques puis le Belge Maurice Blitz marque à deux reprises. Dean égalise avant la mi-temps. Paul Radmilovic marque le seul but de la seconde période et la Grande-Bretagne remporte la finale sur le score de 3-2. C'est le troisième titre olympique consécutif de la Grande-Bretagne ; Paul Radmilovic et Charles Sydney Smith faisaient déjà partie de l'équipe en 1908 et en 1912 et Charles Bugbee en 1912. Après la finale, des spectateurs belges mécontents du résultat attaquent les joueurs britanniques, qui doivent être mis sous la protection de gardes armés. Le podium est déterminé selon une variante du système Bergvall et les trois équipes ayant perdu contre le vainqueur jouent pour la deuxième place. Les États-Unis battent l'Espagne (5-0) puis l'équipe belge gagne contre les Américains sur le score de 7-2 et remporte la médaille d'argent. En finale du tournoi pour la troisième place la Suède bat les États-Unis sur le score de 5-0 et obtient la médaille de bronze.

#### Autres disciplines
Le korfbal est disputé en tant que sport de démonstration à la demande du membre du CIO et dirigeant de la fédération néerlandaise de korfbal (NKB), le baron van Tuyll van Serooskerken. La compétition est organisée par des membres du comité de la NKB. Un match est disputé le 22 août dans le stade olympique en présence de l'ambassadeur des Pays-Bas en Belgique. L'équipe A (Amsterdam) et l'équipe B (Hollande-Méridionale) sont composées de six hommes et six femmes et l'équipe de Hollande-Méridionale remporte le match sur le score de 2-0. En outre, des gymnastes belges (hommes et femmes) effectuent une démonstration avant le départ du marathon et un match féminin de water-polo est disputé par deux équipes néerlandaises pour populariser la pratique féminine de ce sport. Cinq compétitions artistiques sont disputées, mais elle n'ont pas encore beaucoup de succès en 1920. Des artistes de 18 nations envoient leurs travaux dans cinq catégories : planification urbaine, sculpture, peinture, littérature et musique.

### Cérémonie de clôture
La clôture des Jeux a lieu le 12 septembre à la fin des épreuves d'équitation. En tant que président du CIO, le baron Pierre de Coubertin prononce la formule de clôture et une cantate est chantée par 1 200 personnes.

### Tableau des médailles
Vingt-deux des 29 nations participantes gagnent au moins une médaille. Les quatre meilleures délégations des Jeux olympiques de 1912 sont à nouveau en haut du classement dans le même ordre en 1920. Les États-Unis sont premiers avec 95 médailles dont 41 en or principalement gagnées en athlétisme, en tir, en natation et en plongeon. La Suède est deuxième avec 64 médailles dont 19 en or et la Grande-Bretagne se classe au troisième rang avec 43 médailles dont 15 en or. La Finlande gagne 34 médailles dont 15 en or, principalement lors des épreuves d'athlétisme et de lutte. Le pays hôte obtient 36 médailles dont 14 en or, notamment grâce aux épreuves de tir à l'arc, et se place au cinquième rang. En 2020, ce sera toujours le meilleur résultat de la Belgique aux Jeux olympiques.
| Rang | Nation               | Médaille d'or, Jeux olympiques | Médaille d'argent, Jeux olympiques | Médaille de bronze, Jeux olympiques | Total |
| ---- | -------------------- | ------------------------------ | ---------------------------------- | ----------------------------------- | ----- |
| 1    | États-Unis           | 41                             | 27                                 | 27                                  | 95    |
| 2    | Suède                | 19                             | 20                                 | 25                                  | 64    |
| 3    | Finlande             | 15                             | 10                                 | 9                                   | 34    |
| 4    | Grande-Bretagne      | 14                             | 15                                 | 13                                  | 42    |
| 5    | Belgique (pays hôte) | 14                             | 11                                 | 11                                  | 36    |
| 6    | Norvège              | 13                             | 9                                  | 9                                   | 31    |
| 7    | Italie               | 13                             | 5                                  | 5                                   | 23    |
| 8    | France               | 9                              | 19                                 | 13                                  | 41    |
| 9    | Pays-Bas             | 4                              | 2                                  | 5                                   | 11    |
| 10   | Danemark             | 3                              | 9                                  | 1                                   | 13    |

### Sportifs les plus médaillés
Les sportifs ayant remporté au moins trois médailles d'or sont pour la plupart des tireurs et des tireurs à l'arc. Le tireur américain Willis Augustus Lee (sept médailles dont cinq d'or) occupe la première place du classement grâce aux épreuves par équipes. Les deux athlètes suivants sont l'escrimeur italien Nedo Nadi (cinq médailles d'or) et le tireur à l'arc belge Hubert Van Innis (six médailles dont quatre d'or). L'escrimeur Aldo Nadi, le frère de Nedo, est septième avec quatre médailles dont trois d'or tout comme l'athlète finlandais Paavo Nurmi. Deux nageurs figurent dans le classement avec trois médailles d'or : l'Américain Norman Ross et sa compatriote Ethelda Bleibtrey, seule femme du tableau,.
| Rang | Athlète                   | Discipline  | Médaille d'or, Jeux olympiques | Médaille d'argent, Jeux olympiques | Médaille de bronze, Jeux olympiques | Total |
| ---- | ------------------------- | ----------- | ------------------------------ | ---------------------------------- | ----------------------------------- | ----- |
| 1    | Willis Augustus Lee (USA) | Tir         | 5                              | 1                                  | 1                                   | 7     |
| 2    | Nedo Nadi (ITA)           | Escrime     | 5                              | 0                                  | 0                                   | 5     |
| 3    | Hubert Van Innis (BEL)    | Tir à l'arc | 4                              | 2                                  | 0                                   | 6     |
| 4    | Lloyd Spooner (USA)       | Tir         | 4                              | 1                                  | 2                                   | 7     |
| 5    | Carl Osburn (USA)         | Tir         | 4                              | 1                                  | 1                                   | 6     |
| 6    | Otto Olsen (NOR)          | Tir         | 3                              | 2                                  | 0                                   | 5     |
| 7    | Aldo Nadi (ITA)           | Escrime     | 3                              | 1                                  | 0                                   | 4     |
| 7    | Paavo Nurmi (FIN)         | Athlétisme  | 3                              | 1                                  | 0                                   | 4     |
| 9    | Dennis Fenton (USA)       | Tir         | 3                              | 0                                  | 1                                   | 4     |
| 10   | Ethelda Bleibtrey (USA)   | Natation    | 3                              | 0                                  | 0                                   | 3     |
| 10   | Edmond Cloetens (BEL)     | Tir à l'arc | 3                              | 0                                  | 0                                   | 3     |
| 10   | Morris Fisher (USA)       | Tir         | 3                              | 0                                  | 0                                   | 3     |
| 10   | Karl Frederick (USA)      | Tir         | 3                              | 0                                  | 0                                   | 3     |
| 10   | Joseph Jackson (USA)      | Tir         | 3                              | 0                                  | 0                                   | 3     |
| 10   | Ole Lilloe-Olsen (NOR)    | Tir         | 3                              | 0                                  | 0                                   | 3     |
| 10   | Norman Ross (USA)         | Natation    | 3                              | 0                                  | 0                                   | 3     |
| 10   | Ollie Schriver (USA)      | Tir         | 3                              | 0                                  | 0                                   | 3     |
| 10   | Edmond Van Moer (BEL)     | Tir à l'arc | 3                              | 0                                  | 0                                   | 3     |

### Challenges olympiques
Treize challenges olympiques sont remis lors des Jeux olympiques de 1920.
| Sport              | Épreuve                           | Donateur                        | Vainqueur              |
| ------------------ | --------------------------------- | ------------------------------- | ---------------------- |
| Athlétisme         | Lancer du disque                  | Madame de Montgomery            | Elmer Niklander (FIN)  |
| Athlétisme         | Pentathlon                        | Roi de Suède                    | Eero Lehtonen (FIN)    |
| Athlétisme         | Décathlon                         | Empereur de Russie              | Helge Løvland (NOR)    |
| Aviron             | Huit                              | Comte Brunetta d'Usseaux        | États-Unis             |
| Équitation         | Concours complet par équipes      | Cavalerie suédoise              | Suède                  |
| Équitation         | Saut d'obstacles par équipes      | Roi d'Italie                    | Suède                  |
| Escrime            | Épée par équipes                  | The English Fencers             | Italie                 |
| Football           | Tournoi masculin                  | Fédération anglaise de football | Belgique               |
| Lutte              | Lutte gréco-romaine, poids lourds | Gold & Silversmiths             | Adolf Lindfors (FIN)   |
| Natation           | 1 500 mètres nage libre           | Comte Brunetta d'Usseaux        | Norman Ross (USA)      |
| Pentathlon moderne | Épreuve masculine                 | Pierre de Coubertin             | Gustaf Dyrssen (SWE)   |
| Plongeon           | Plongeons ordinaires, femmes      | Comtesse Casa de Miranda        | Stefanie Clausen (DEN) |
| Tir                | Fosse olympique                   | Lord Westbury                   | Mark Arie (USA)        |

## Couverture médiatique
Les Jeux olympiques sont peu couverts par la presse belge. Par exemple, le journal Le Soir ne consacre qu'un huitième de page à la victoire de l'équipe de Belgique de football et ne la mentionne pas en une. Dans le rapport officiel, les organisateurs accusent la presse belge qui, selon eux, « par suite d'une rivalité entre les rédacteurs politiques et les rédacteurs sportifs, ne donna pas aux Jeux d'Anvers l'ampleur qu'ils méritaient », contrairement aux journaux étrangers. Ils reprochent également à la presse bruxelloise sa tendance à ignorer les événements se déroulant dans la ville rivale d'Anvers et dénoncent une « conspiration du silence ». Une analyse du traitement des Jeux olympiques dans les journaux réalisée en 1983 par le journaliste Wilfried Mostinckx montre cependant que les quotidiens anversois et bruxellois francophones y consacrent environ la même proportion (3,39 % à 8,33 % de la superficie des pages en moyenne entre le 1er août et le 15 septembre 1920). Pour les journaux bruxellois néerlandophones ainsi que les autres journaux flamands et wallons, le taux est globalement plus bas, se situant entre 0,5 % et 3,78 %. Parmi les quatre journaux étrangers analysés, le Nieuwe Rotterdamsche Courant (Pays-Bas) atteint une proportion de 3,18 % alors que les trois autres, Le Temps (France), The Daily Telegraph (Royaume-Uni) et la Frankfurter Zeitung und Handelsblatt (Allemagne) sont en dessous de 1 %.

## Réactions
À l'exception de quelques sports, les Jeux olympiques d'Anvers intéressent peu la population, et les organisateurs sont critiqués par la presse locale. Au lendemain de la cérémonie d'ouverture, un journaliste indique dans le journal Sport-revue qu'ils « n'ont pas réussi à comprendre que le sport réside plus dans l'âme du peuple que dans les hautes sphères, ». Le 4 septembre, on peut lire dans le magazine Ons Volk : « Les Olympiades d'Anvers semblent avoir été une réussite au niveau de la participation des concurrents. Ils ont été un échec au niveau de l'intérêt du public, ». Les journalistes du magazine français La Vie au grand air partagent ce constat : ils écrivent dans différents articles parus après les Jeux que « la complète indifférence régna du premier au dernier jour » et que « de l'avis de tous les gens de bonne foi, les Jeux d'Anvers furent un insuccès total… le spectacle des banquettes blanches que le public ne fréquenta jamais suffisait à nous prouver cette faillite ». Les Allemands ont été privés des Jeux de 1916 qu'ils devaient organiser et non invités à ceux de 1920. Le correspondant Willy Meisi décrit les Jeux comme « une débâcle sur toute la ligne ».
Après les Jeux, ne connaissant pas encore le bilan financier final, le secrétaire-rapporteur du comité d'organisation Rodolphe-William Seeldrayers écrit dans un rapport adressé au comité olympique belge : « Il est nécessaire de répéter que l'Olympiade d'Anvers fut, à tous les points de vue, un grand succès ». La faible présence du public et les critiques dans la presse belge lui font cependant ajouter : « Dans notre pays, non encore suffisamment éduqué en matière sportive, bien des gens n'ont pas compris la portée exacte de la VIIe Olympiade et ne se sont pas rendu compte de sa brillante réussite ». L'historien belge Roland Renson explique le désintérêt de la classe populaire par son manque de moyens : « le sport, au début du XXe siècle, était réservé aux “happy few”. Pour le pratiquer, il fallait du temps, de l'argent et de l'énergie. Le peuple, qui avait d'autres soucis, ne se distrayait que grâce au football, au cyclisme et à la boxe… ».
Le baron Pierre de Coubertin est en revanche reconnaissant envers les organisateurs : il écrit en septembre 1920 dans la Revue sportive illustrée belge : « le succès des Jeux olympiques d'Anvers a dépassé toute attente. Du 14 août au 12 septembre, malgré des circonstances politiques, économiques et atmosphériques également défavorables, la célébration de la VIIe Olympiade s'est déroulée avec une maîtrise, une perfection et une dignité en rapport avec le puissant et persévérant effort de ses organisateurs ». Médaillé en athlétisme en 1920 et prix Nobel de la paix en 1959, le Britannique Philip J. Noel-Baker rejoint le constat de Coubertin. Il écrit, longtemps après les Jeux, que « préparer le stade et les salles de sport requises pour les différents sports olympiques, héberger les équipes, organiser les événements mondains et cérémoniels, dont des visites royales, et faire tout cela dans les 18 mois suivant l'armistice et la reconstruction nationale était vraiment une tâche herculéenne. Par des efforts herculéens, elle a été exécutée admirablement, ».
À la fin de son livre intitulé Anvers 1920 : les jeux ressuscités et paru en 1995, Roland Renson décrit le bilan des Jeux sur plusieurs plans. Selon lui, « c'était incontestablement un grand succès de pouvoir organiser, moins de deux ans après l'armistice du 11 novembre 1918, des Jeux Olympiques internationaux avec la participation d'athlètes des cinq continents » bien que « pas mal de choses matérielles échouaient à Anvers ». Il écrit à propos du caractère élitiste des Jeux : « la septième Olympiade ne réalisa pas la percée de la classe ouvrière et de la femme en matière de participation sportive. À maints égards, les Jeux d'Anvers restèrent tributaires de la Belle Époque dont 'La Grande Guerre' avait cependant sonné le glas. » Au niveau du déroulement des Jeux, il estime qu'« Anvers signifia d'une part un adieu nostalgique au folklore sportif et d'autre part un encouragement à l'innovation du programme olympique. » Il fait allusion aux dernières apparitions olympiques d'épreuves « anachroniques » telles que le tir à la corde, le tir à l'arc à la perche et la voltige à cheval et à l'apparition du serment et du drapeau olympiques lors de la cérémonie d'ouverture. Il relève finalement qu'« après les événements terribles de la Première Guerre Mondiale, les Jeux d'Anvers de 1920 signifièrent un nouveau départ pour le Mouvement Olympique », d'où le titre de l'ouvrage. Dans leur livre intitulé The 1920 Olympic Games et paru en 2003, l'Américain Bill Mallon et le Néerlandais Tony Bijkerksoulignent la réussite des organisateurs : « Finalement, la nation qui n'avait aucune chance raisonnable d'organiser des Jeux olympiques en 1920 a réussi à le faire ». Selon eux, « aucune autre édition des Jeux olympiques ont eu lieu dans des circonstances si austères », mais « les Jeux olympiques de 1920 ont aidé le monde à récupérer de la guerre, et ont peut-être permis de profiter à nouveau d'un spectacle sportif au lieu de devoir se soucier du futur de l'humanité ». Ils écrivent également que les Jeux d'Anvers ont aidé le Mouvement olympique à se rétablir après la guerre, les Jeux olympiques ayant pu reprendre rapidement comme le voulait Pierre de Coubertin.

## Postérité

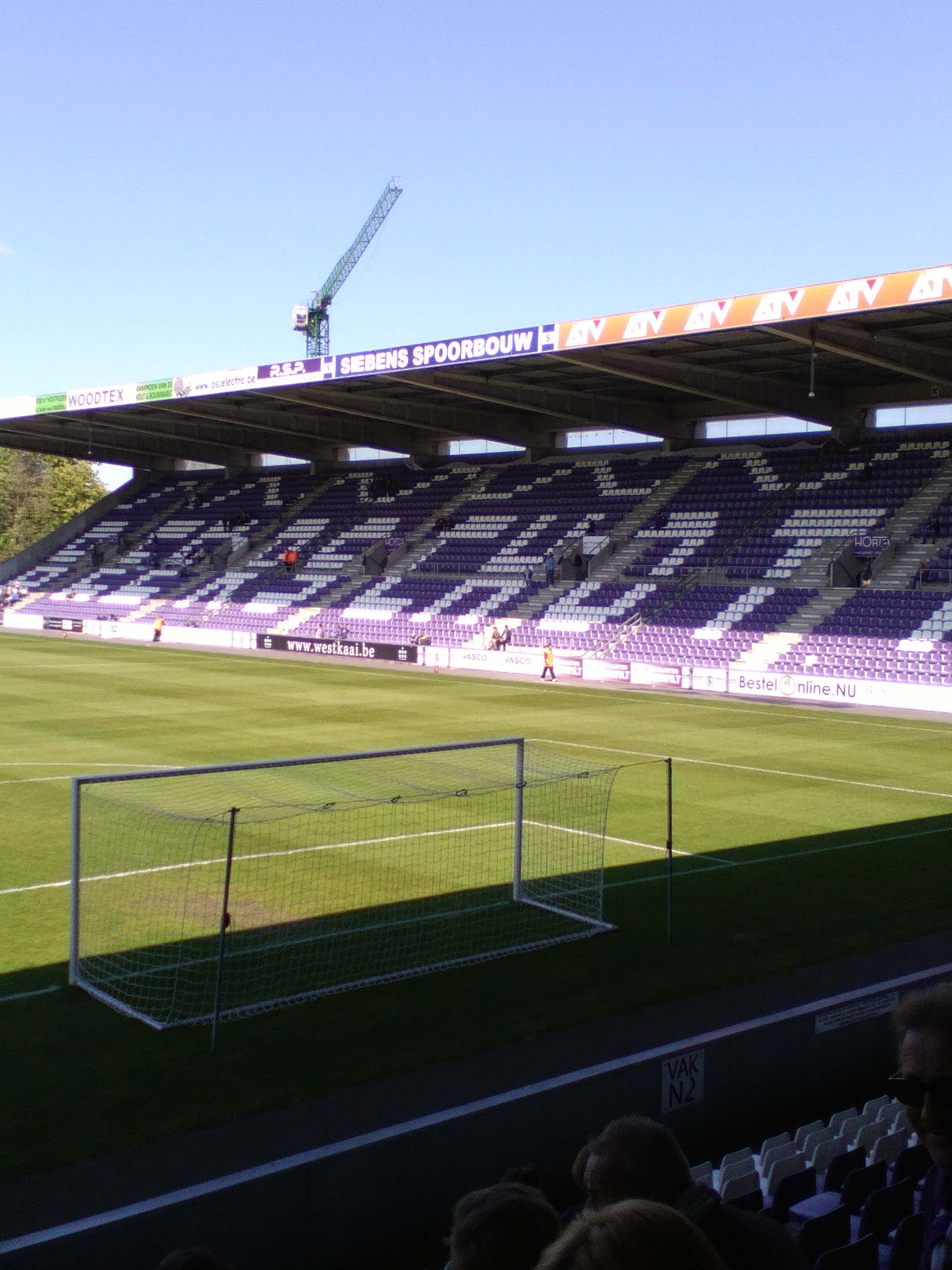
Le stade olympique d'Anvers (ou Kielstadion) en 2016.

Aucun rapport officiel n'est publié après les Jeux à cause du manque de moyens du comité d'organisation, mais le Comité olympique belge publie en 1927 un rapport datant de 1920. Une deuxième édition est publiée en 1957.
Le stade olympique est repris après les Jeux par le club de football du Beerschot. Certaines parties du stade sont détruites au fil des ans et la capacité diminue jusqu'à atteindre 25 000 personnes. En 2000, la structure est remplacée par quatre nouvelles tribunes fixant la capacité du stade à 10 000 personnes et la piste d'athlétisme est supprimée.
Le stade olympique et les noms de plusieurs voies avoisinantes (par exemple la rue des Athlètes et l'avenue de la VIIe Olympiade) sont les seules traces des Jeux olympiques visibles à long terme dans la ville d'Anvers. Le lâcher de colombes est en revanche présent à la cérémonie d'ouverture des Jeux olympiques jusqu'en 1988, alors que le drapeau et le serment olympiques font toujours partie du protocole au XXIe siècle,.
Un siècle après, les Jeux de 1920 organisés dans des conditions difficiles, ceux de 2020 sont reportés à cause de la pandémie de Covid-19. Le président du CIO Thomas Bach déclare : « Cent ans après l'accueil des Jeux Olympiques par la ville d'Anvers, l'esprit des organisateurs continue de nous enseigner qu'en œuvrant de concert, nous pouvons relever d'énormes défis. Nous devrions toujours faire perdurer cet héritage d'unité, de paix et de force alors que nous sommes face à de nouveaux enjeux imprévus à l'échelle mondiale ».
La Monnaie royale de Belgique présente une pièce de 2,5 euros frappée pour célébrer le centenaire des Jeux olympiques d'Anvers. Elle a été créée en collaboration avec le Comité olympique et interfédéral belge et est limitée à 50 000 exemplaires. La cérémonie a lieu au Museum aan de Stroom, où l'exposition temporaire sur les Jeux olympiques « Breaking Boundaries » est présentée. L'exposition en plein air « Van slagveld tot sportveld » (« Du champ de bataille au terrain de sport ») au Stade olympique d'Anvers et une promenade thématique de 5 kilomètres dans le même quartier sont également mises en place pour célébrerle centenaire des Jeux. Plusieurs événements prévus au cours de l'année doivent cependant être annulés à cause de la pandémie de Covid-19, par exemple la cérémonie consacrée au lancement du 100e anniversaire des Jeux prévue le 17 mars en présence du roi Philippe, de Thomas Bach et de Ban Ki-moon et un relais prévu le 18 avril entre les différents districts d'Anvers,,.
Une exposition sur les Jeux d'Anvers est également mise en place au Sportimonium de Hofstade dans le Brabant flamand et le musée olympique de Lausanne en Suisse présente l'exposition « Anvers 1920-2020 : Tous solidaires, unis sous le même drapeau », qui met en évidence des analogies entre l'époque de la Première Guerre mondiale, de la grippe espagnole et des Jeux d'Anvers et celle de la pandémie de Covid-19 et du report des Jeux de Tokyo.